# Wilhelm I, Hoàng đế Đức
Wilhelm I (tên đầy đủ: Wilhelm Friedrich Ludwig; 22 tháng 3 năm 1797 – 9 tháng 3 năm 1888), là quốc vương Phổ từ ngày 2 tháng 1 năm 1861, chủ tịch Liên bang Bắc Đức từ ngày 1 tháng 7 năm 1867, và trở thành hoàng đế đầu tiên của đế quốc Đức vào ngày 18 tháng 1 năm 1871. Triều đại ông đánh dấu một bước ngoặt quan trọng trong lịch sử Đức, khi đất nước được thống nhất và trở thành một cường quốc lớn mạnh nhất châu Âu. Mặc dù thành tựu này có được nhờ những thành tựu chính trị của Thủ tướng Otto von Bismarck cũng như những thắng lợi quân sự của Helmuth von Moltke trong chiến tranh thống nhất nước Đức hơn là ông, vai trò của vị hoàng đế được thể hiện qua sự tin tưởng và trọng dung của ông đối với hai người này.
Thời trẻ, trên cương vị là một sĩ quan quân đội Phổ, Wilhelm đã thể hiện lòng dũng cảm trong các cuộc chiến tranh chống Napoléon. Ông được phong cấp tướng lúc mới 21 tuổi. Sau khi vua cha Friedrich Wilhelm III mất (1840), ông được anh là Friedrich Wilhelm IV phong làm Thái đệ kế vị. Tuy là một người bảo thủ, ông nhận thấy triều đình cần phải tiến hành một số nhượng bộ với phong trào tự do chủ nghĩa đương thời. Song, khi cách mạng bùng nổ ở các bang Đức trong các năm 1848 – 1849, ông chủ trương dập tắt nổi dậy bằng bạo lực và điều này từng khiến ông bị dân chúng căm ghét. Quan điểm chính trị của ông trở nên trung hòa hơn trong thập niên 1850. Sau khi được phong cấp Chuẩn Thống chế năm 1854, ông thọ chức Nhiếp chính vương năm 1859 khi Friedrich Wilhelm IV lâm bạo bệnh và không gượng dậy nổi. Đến năm 1861, Wilhelm I lên ngôi ở tuổi ngoài 60. Ngồi ở ngôi Nhiếp chính vương và sau đó là Quốc vương, Wilhelm sa thải chính quyền bảo thủ cực đoan cũ và tỏ ra tương đối ôn hòa đối với những người tự do. Bên cạnh đó, ông hết mực tận tâm với việc canh tân và mở rộng quân đội Phổ; điều này đã được thể hiện qua việc bổ nhiệm những người có tài như Albrecht von Roon làm Bộ trưởng Chiến tranh và Moltke làm Tổng tham trưởng.
Các biện pháp cải cách quân sự của Roon, được sự ủng hộ của Wilhelm, đã dẫn đến mâu thuẫn gay gắt giữa Vương triều và Quốc hội Phổ. Xung đột lên đến đỉnh điểm năm 1862, khiến Wilhelm I định từ bỏ ngai vàng, nhưng rồi theo lời khuyên của Roon, nhà vua đã bổ nhiệm một người bảo hoàng là Bismarck làm Thủ tướng để giải quyết chính sự. Không thể thỏa hiệp, Bismarck quyết định bỏ mặc Quốc hội mà thẳng tiến với cuộc canh tân quân đội. Sau đó, vị Thủ tướng đã dẫn dắt nhà vua và vương quốc đến thắng lợi toàn diện trong các cuộc Chiến tranh Đức-Đan Mạch (1864), Chiến tranh Áo-Phổ (1866) và Chiến tranh Pháp-Phổ (1870 – 1871). Trong ba cuộc chiến, Quốc vương giữ vai trò Tổng tư lệnh quân đội Phổ-Đức, trực tiếp chỉ huy các trận thắng quyết định ở Königgrätz và Sedan. Với sự thất trận của Pháp, Wilhelm I đăng ngôi Hoàng đế vào ngày 18 tháng 1 năm 1871, thống nhất các bang Đức thành một đế chế do Phổ cầm đầu. Trong suốt triều đại của mình, vị Hoàng đế giao phó gần như là toàn bộ công việc triều chính cho Bismarck, người đã giữ vững nền hòa bình nước Đức và châu Âu cho đến khi Wilhelm mất. Song, Hoàng đế vẫn là người đóng vai trò quyết định cuối cùng, và ông rất được thần dân yêu mến. Ông được người đời ca tụng như một hiện thân của "nước Phổ xưa" với lối sống nề nếp của mình.

## Đầu đời
Wilhelm Friedrich Ludwig von Preußen ra đời tại Berlin vào tháng 3 năm 1797. Là con trai thứ hai của Friedrich Wilhelm III và Luise xứ Mecklenburg-Strelitz, Wilhelm không có cơ may để lên kế ngôi. Từ năm 1801 cho đến năm 1809, ông cùng với anh trai là Thái tử Friedrich Wilhelm được nhà thần luận Johann Gottlieb Delbrück (1768 – 1830). Sau thảm bại của Phổ trong trận Jena-Auerstedt vào ngày 14 tháng 10 năm 1806, ông dành ba năm sống ở Königsberg và Memel. Trái ngược với niềm đam mê nghệ thuật của anh mình, ông đã bộc lộ tính chân thật và kỷ luật nghiêm túc của mình trong suốt thời gian này, đồng thời đam mê tất cả mọi vấn đề liên quan đến chiến tranh. Khi ông 10 tuổi, Wilhelm được vua cha cấp bằng sĩ quan vào ngày 1 tháng 7 năm 1807, trở thành một Thiếu úy trong quân đội Phổ. Năm Wilhelm 13 tuổi (1810), mẫu hậu của ông là Luise qua đời.

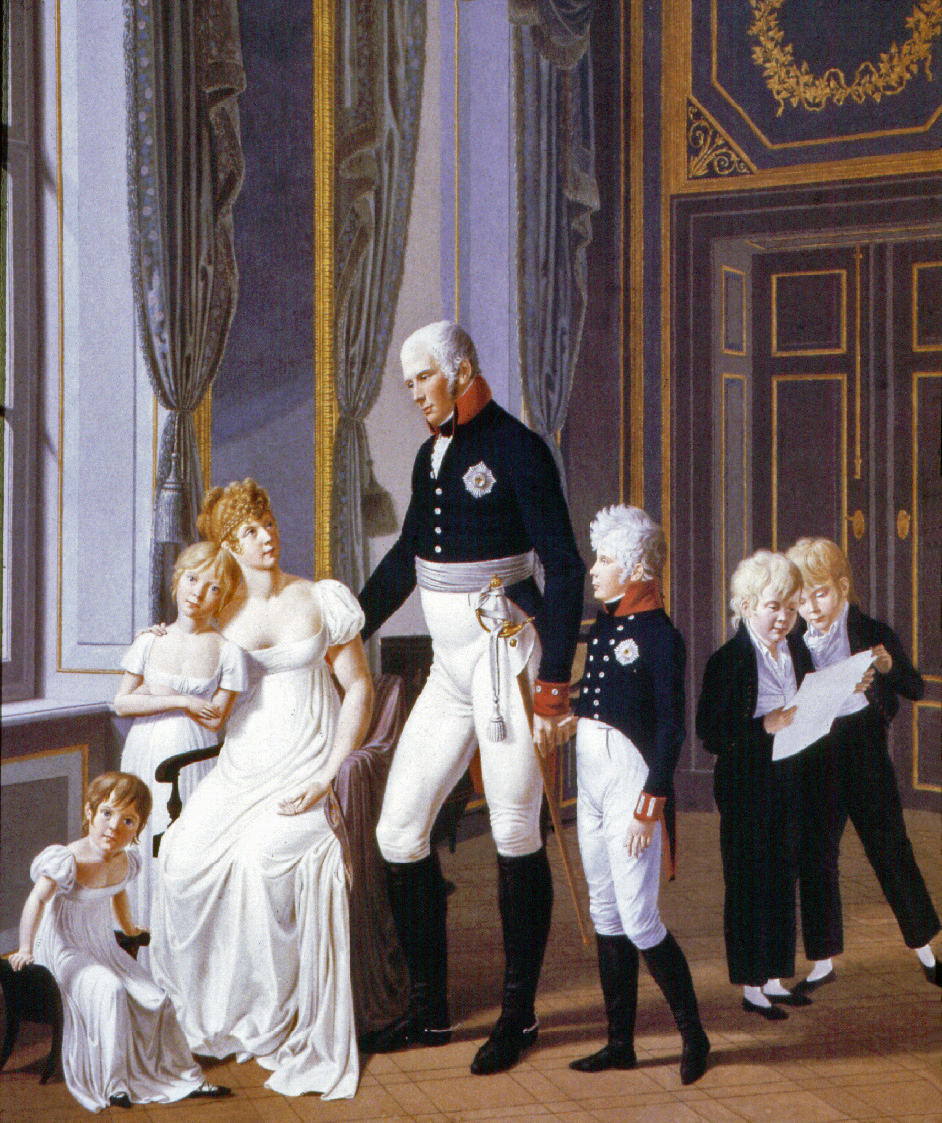
Vua Friedrich Wilhelm III, Vương hậu Luise và các con. Họa phẩm của Heinrich Anton Dähling (1806).

Vào tháng 3 năm 1813, vua Friedrich Wilhelm III cử Đại tá Johann Georg Emil von Brause làm gia sư mới của Wilhelm. Giữa Brause và Wilhelm đã hình thành mối quan hệ gắn bó sâu sắc trong suốt cuộc đời họ, ngay cả sau khi Brause từ nhiệm vào tháng 9 năm 1817. Đến ngày 30 tháng 10 năm đó, ông được phong quân hàm Đại úy. Wilhelm đã tháp tùng phụ vương tham gia Chiến dịch Pháp của cuộc Chiến tranh Liên minh thứ sáu chống lại Đế chế Pháp của Napoléon I vào năm 1814. Trong cuộc thử lửa tại Bar-sur-Aube vào ngày 26 tháng 2, Wilhelm đã thể hiện lòng dũng cảm của mình và được trao tặng Huân chương Thập tự Sắt. Ngày 31 tháng 3 năm 1814, ông tiến vào Paris. Sau đó, ông cũng theo vua cha sang thăm Anh Quốc. Tháng 6 năm 1815, trong cuộc Chiến tranh Liên minh thứ bảy, ông được lên quân hàm Thiếu tá và được giao chỉ huy một tiểu đoàn của Trung đoàn Vệ binh số 1 kéo sang đánh Pháp một lần nữa, song cuộc chiến ở đây đã chấm dứt trước khi ông có thể tiến hành một hoạt động quân sự nào. Cuộc chiến đấu tại Pháp đã để lại cho một ấn tượng suốt đời và hình thành mối ác cảm sâu sắc của ông đối với người Pháp.
Bước sang thời bình, Wilhelm được ủy nhiệm làm Tiểu đoàn trưởng Tiểu đoàn Dân binh Cận vệ Stettin năm 1816. Năm 20 tuổi, ông được thăng cấp Đại tá. Đến năm 21 tuổi (1818), với cấp hàm Thiếu tướng, ông được lên chức Lữ đoàn trưởng một Lữ đoàn Bộ binh Cận vệ với cấp hàm Thiếu tướng. Năm sau (1819), với chức vụ thanh tra Quân đoàn VII và VIII, ông trở thành người đại diện cho tiếng nói của quân đội Phổ trong Vương tộc Hohenzollern. Ông nêu chủ trương xây dựng một quân đội hùng mạnh, được huấn luyện và trang bị bài bản. Ngày 1 tháng 5 năm 1820, ông lãnh chức Sư đoàn trưởng Sư đoàn Vệ binh số 1 và được thăng cấp hàm Trung tướng. Trong suốt 9 năm tới, không chỉ nắm bắt thành thạo bộ máy quân sự của nước nhà, vị thân vương còn chú tâm nghiên cứu quân đội của các quốc gia khác ở châu Âu. Sau khi lãnh tạm quyền chỉ huy (Führung) Quân đoàn III vào ngày 22 tháng 3 năm 1824, ông trở thành chỉ huy Quân đoàn Vệ binh và đảm nhiệm chức vụ này kể từ ngày 30 tháng 3 năm 1838 cho tới ngày 22 tháng 5 năm 1848.
Trong mọi vấn đề triều chính, ông đều được vua cha Friedrich Wilhelm IV cho phép tham vấn. Thêm vào đó, ông thường được phái đến triều đình Sankt-Peterburg trong các công việc của quốc gia và vương tộc.

### Hôn nhân
Wilhelm từng yêu người em họ của mình là Elisa Radziwill, con gái của một nhà quý tộc Ba Lan Antoni Radziwiłł và Vương tôn nữ Luise Philippe của Phổ. Ban đầu, Friedrich Wilhelm III đẹp lòng với mối quan hệ giữa Wilhelm và Elisa, song một số người trong triều đình Phổ đã phát hiện những cáo buộc lịch sử rằng cha ông của bà đã mua tước hiệu quý tộc từ Hoàng đế La Mã Thần thánh Maximilian I. Và trong mắt một số lượng người nhất định, đẳng cấp xã hội của Elisa không phù hợp để kết hôn với vương tử do bà không phải là người thuộc dòng dõi vua chúa. Trước tình hình đó, vào năm 1824, vua Phổ thỉnh cầu Sa hoàng Aleksandr I của Nga, vốn không có con, nhận nuôi Elisa, nhưng Nga hoàng từ chối. Những người bà con Mecklenburg của vương hậu Luise quá cố, với ảnh hưởng không nhỏ trong các triều đình Đức và Nga, không có thiện cảm với cha của Elisa và đều phản đối cuộc hôn nhân giữa bà này với vương tử. Trước tình hình đó, vào tháng 6 năm 1826, vua Phổ buộc con mình phải từ bỏ mối quan hệ với Elisa. Ba năm sau, vào ngày 11 tháng 6 năm 1829, Wilhelm thành hôn với Augusta của Sachsen-Weimar-Eisenach, con gái của Karl Friedrich, Đại Công tước xứ Sachsen-Weimar-Eisenach, với Đại Công nương Maria Pavlovna của Nga. Kể từ năm 1835, vương tử và công nương cư ngụ tại điện Babelsberg.

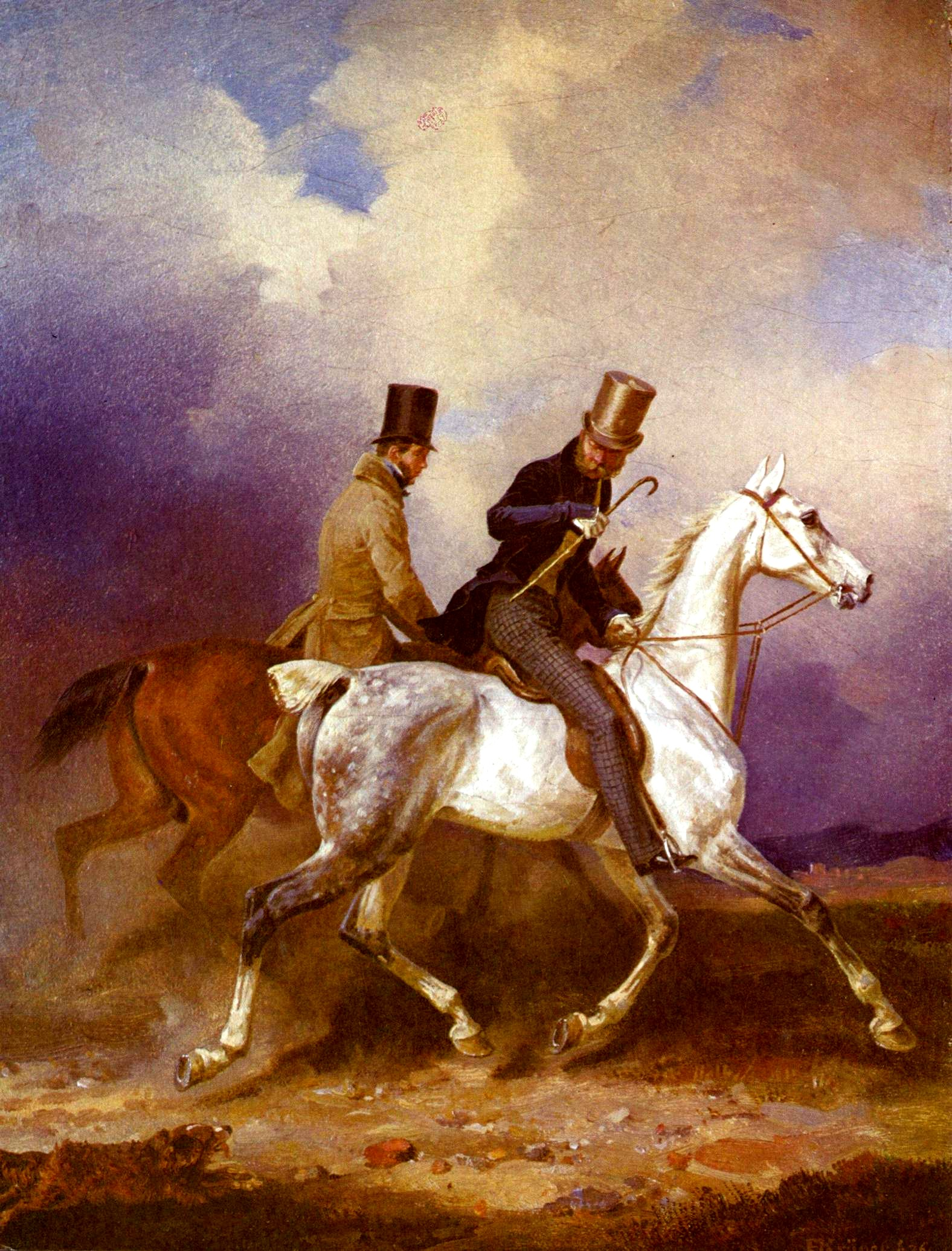
Wilhelm đi ngựa cùng với một họa sĩ, Franz Krüger, 1836

Trông bề ngoài êm ấm nhưng cuộc hôn nhân của Wilhelm với Augusta không phải là hạnh phúc cho lắm. Khác với chồng mình, Augusta trưởng thành trong môi trường trí thức và nghệ thuật cao của xứ Weimar, nơi mà người dân được quyền tham gia nhiều hơn vào chính trị và quyền lực của lãnh chúa bị hạn chế qua hiến pháp; Augusta được biết đến trên khắp châu Âu vì tư tưởng tự do của bà, và tin rằng một cuộc cách mạng có thể bị ngăn chặn bằng các cải cách tiến bộ của chính quyền. Do vậy, Augusta không thể thích ứng đầy đủ với cuộc sống trang nghiêm và khắt khe của cung đình Berlin. Về phía mình, Wilhelm là người mang quan điểm chính trị thiên về bảo thủ, đồng thời cho rằng vợ mình không được quyến rũ. Bên cạnh đó, không lâu sau sinh nhật lần thứ 20 của mình, Augusta sinh hạ đứa con đầu lòng của hai người vào tháng 10 năm 1831. Ba năm sau (1834), Elisa qua đời do căn bệnh lao phổi, và Augusta phải chấp nhận một sự thật rằng Wilhelm luôn đứng bên tấm ảnh của Elisa trên bàn ông cho tới khi ông mất năm 1888.
Wilhelm và Augusta có với nhau hai người con:
- Friedrich Wilhelm (1831 – 1888) ∞ Trưởng nữ Victoria của Anh và Ireland (con gái Nữ vương Victoria) năm 1858
- Luise (1838 – 1923) ∞ Đại Công tước Friedrich I xứ Baden năm 1838

Sau đó, Augusta có thai hai lần nữa và đều bị sảy thai.
Augusta cũng là một người quan tâm đến chính trị và trong suốt cuộc đời mình, bà luôn ra sức hướng chồng mình đến gần hơn với tư tưởng tự do, và đạt được thành công ở một chừng mực nào đó (Wilhelm thực sự đã trở thành kỳ vọng đối với phe tự do chủ nghĩa vào thập niên 1850) nhưng chưa bao giờ thành công toàn diện. Trong thời kỳ trị vì của Wilhelm I về sau này, vị Thủ tướng gốc quý tộc địa chủ Otto von Bismarck rất căm ghét Augusta vì bà thường hay can thiệp vào mối quan hệ giữa ông với chồng bà.

### Thái đệ của Phổ
Sau khi Friedrich Wilhelm III mất năm 1840, con trưởng là Friedrich Wilhelm IV lên nối nghiệp. Do không có con nối dõi, vị tân vương phong em mình là Wilhelm tước hiệu Prinz von Preußen, nói cách khác là Thái đệ của vua Phổ. Ông cũng được bổ nhiệm làm Phó Thống đốc Pommern và thăng cấp hàm Thượng tướng Bộ binh. Bất chấp quan điểm chính trị bảo thủ của mình, Wilhelm nhận thấy cần phải tiến hành một số nhượng bộ trước nguy cơ cách mạng bùng nổ. Trái ngược với lòng trung thành dành cho anh mình, vào năm 1847, Thái đệ Wilhelm đã ký kết đạo luật thành lập Quốc hội Phổ (Vereinigter Landtag) và giành một ghế trong thượng viện, nói cách khác là Viện Quý tộc Phổ (Herrenhaus).
Tuy nhiên, khi Cách mạng Tháng Ba bùng nổ tại Berlin vào năm 1848, Wilhelm khẳng định trật tự phải được lập lại trước khi triều đình có thể ban hành hiến pháp. Khi dân chúng Berlin dựng chiến ngại và giao chiến nổ ra trên đường phố vào ngày 18 tháng 3 năm 1848 (9 ngày sau khi Wilhelm từ nhiệm chức Tư lệnh Quân đoàn Vệ binh), vị Thái đệ kêu gọi trấn áp nổi dậy bằng lực lượng vũ trương. Ông đề nghị rút quân khỏi thành phố rồi từ bên ngoài điều đại bác bắn đạn ghém vào quân nổi dậy. Do đó, ông bị gán cho biệt danh Kartätschenprinz (Thân vương đạn ghém). Ông trở nên bị căm ghét trên khắp Đức; quần chúng nhân dân Phổ tin ông là người ủng hộ cuồng nhiệt chế độ quân chủ chuyên chế phản động. Trước sự mất lòng dân của em mình đối với công chúng, vua anh Friedrich Wilhelm IV buộc lòng phải ra lệnh cho ông lánh nạn ở Anh ngay lập tức. Được sự hỗ trợ của viên sĩ quan phụ tá gốc Bremen của mình là August Friedrich Oelrichs (1801 – 1868), Wilhelm rời Berlin và cải trang thành một thương gia với nặc danh Wilhelm Oelrichs để trốn chạy sang Luân Đôn vào cuối tháng 3 năm 1848. Tại đây, ông đã hình thành mối quan hệ thân mật với nhiều nhà chính khách Anh Quốc, trong số đó có Vương tế Albrecht, Ngài Robert Peel, Huân tước John Russell và Huân tước Palmerston, đồng thời bày tỏ các ý kiến chính trị của mình. Trong khi đó, tư dinh của ông bị những người dân Berlin phẫn nộ tuyên bố là "tài sản quốc gia".
Trái với anh mình, Wilhelm là một nhà dân tộc chủ nghĩa theo xu hương mà người ta gọi là "Tiểu Đức", đặt niềm tin mãnh liệt vào sự thống nhất của nước Đức dưới quyền lãnh đạo của Phổ trong tương lai. Điều này được thể hiện qua lá thư của ông gửi von Natzmer vào ngày 20 tháng 5 năm 1848: "Ai muốn cai trị Đức phải chinh phục nó... Toàn bộ lịch sử của chúng ta cho thấy Phổ có định mệnh lãnh đạo Đức như vấn đề là bằng cách nào và khi nào". Trong thời gian Wilhelm vắng mặt, Vương phi Augusta sống ở Potsdam cùng với các con của mình. Cuối tháng 5, nhà vua hiệu triệu em trai về nước. Trong một bức thư công khai viết cho anh mình tại Bruxelles vào ngày 30 tháng 5, ông hy vọng hiến pháp sẽ được ban bố dựa trên sự đồng thuận giữa vua với dân, và qua đó ông cũng hồi đáp cuộc biểu tình của 1 vạn người Berlin nhằm phản đối sự trở về của ông. Đến ngày 8 tháng 6 năm 1848, Wilhelm trở về Berlin. Đồng thời, ông tiếp tục xoa dịu sự phẫn nộ của dân chúng đối với mình bằng việc chấp nhận một ghế trong Hội đồng Quốc gia Phổ (mới được thành lập ngày 22 tháng 5) với cương vị là đại biểu của quận Wirsitz. Tuy nhiên, sau khi đọc một bài diễn văn ngắn bày tỏ niềm tin của mình vào các nguyên tắc lập hiến, người kế vị của triều Hohenzollern rời bỏ chức vị của mình trong Hội đồng Quốc gia và trở lại Potsdam. Vào tháng 9, theo lời khuyên của ông, nhà vua bổ nhiệm một số bộ trưởng vào chính quyền phản cách mạng mới của tướng von Pfuel.
Vào ngày 8 tháng 6 năm 1849, Nhiếp chính Đức là Johann bổ nhiệm Wilhelm làm Tổng chỉ huy "Đạo quân tác chiến tại Baden và Pfalz", bao gồm các quân đoàn Hirschfeld và Groeben của Phổ cùng với Quân đoàn Neckar của Liên minh các quốc gia Đức. Nhiệm vụ của ông là trấn áp các phong trào cách mạng tại Pfalz và Baden. Với các kế hoạch được tổ chức đứng đắn và thực hiện hiệu quả của ông, Đạo quân tác chiến do Wilhelm chỉ huy đã dập tắt được các cuộc khởi nghĩa chỉ trong vòng vài tuần. Khi chiến dịch mới khởi đầu, Wilhelm đã thoát khỏi một âm mưu ám sát tại Ingelheim. Cuộc chiến đấu tại Baden và Pfalz cũng khởi đầu mối quan hệ gắn bó chặt chẽ giữa Wilhelm với Albrecht von Roon, khi ấy là Tham mưu trưởng của tướng Hirschfeld và sau này là nhà cải cách quân sự quan trọng của Phổ. Sự thất thủ của pháo đài Rastatt, thành lũy cuối cùng của những người cách mạng, đã đánh dấu sự thất bại của cao trào cách mạng tại Đức trong các năm 1848 – 1849. Vào ngày 19 tháng 8 năm 1849, Wilhelm cùng với Đại Công tước Leopold, Đại công tước xứ Baden tổ chức lễ khải hoàn tại Karlsruhe.
Đến ngày 12 tháng 10, Wilhelm dẫn đoàn quân chiến thắng rời Baden trở về kinh đô Berlin, và được bổ nhiệm chức Tổng đốc tỉnh Rhein và tỉnh Westfalen. Ông lập dinh thự ở Koblenz, thủ phủ của tỉnh Rhein. Vào năm 1854, Thái đệ Wilhelm được thăng cấp Chuẩn Thống chế, đồng thời lãnh quyền trấn thủ pháo đài Mainz.

#### Những năm tháng ở Koblenz
Thái đệ Wilhelm cùng với Vương phi Augusta cư ngụ tại Điện Tuyển hầu ở Koblenz kể từ năm 1850 cho tới năm 1858. Bản thân Augusta rất ưa chuộng cuộc sống ở Koblenz và đây là nơi mà bà cuối cùng đã thoát ly được đời sống nơi cung đình, như thể những năm tháng niên thiếu của bà ở xứ Weimar. Trong thời gian này, con trai họ là Friedrich Wilhelm học về luật, lịch sử, chính quyền và chính sách công cộng ở Đại học Bonn cách đó không xa. Friedrich Wilhelm vốn được nuôi dưỡng theo truyền thống chú trọng đầu tư về quân sự cho các vương tử của Vương triều Hohenzollern, song dưới sự ảnh hưởng của người mẹ là Augusta, Friedrich cũng trở thành vị thân vương đầu tiên của Phổ được hấp thụ một nền giáo dục hàn lâm.
Trong thời gian này, Wilhelm và Augusta đã tiếp đón các trí thức theo khuynh hướng tự do chủ nghĩa như nhà sử học Maximilian Duncker, Giáo sư Luật August von Bethmann-Hollweg, Clemens Theodor Perthes và Alexander von Schleinitz. Thậm chí, dưới tác động của các cuộc khởi nghĩa năm 1848-1849, quan điểm chính trị của Wilhelm trở nên ôn hòa hơn với chủ nghĩa tự do. Trong khi đó, ông bất đồng mạnh mẽ với chính quyền bảo thủ cực đoan của Otto Theodor von Manteuffel. Đặc biệt, trong bối cảnh phân biệt tôn giáo còn tồn tại, tinh thần khoan dung của Augusta đối với Công giáo được thể hiện rõ nét trong thời gian cư trú ở Koblenz, và thái độ này bị xem là không thích hợp đối với một vương phi của vương triều Kháng Cách Phổ.
Wilhelm cũng bất đồng với các đường lối đối ngoại của triều đình Phổ đương thời. Là người ủng hộ kế hoạch Radowitz – một hoạch định thống nhất nước Đức dưới sự lãnh đạo của Phổ thông qua thỏa thuận với các vua chúa Đức đương thời, Wilhelm coi thỏa hiệp của Phổ với Áo tại Olmütz, trong đó kế hoạch Radowitz bị phá sản và Phổ trở lại Liên minh các quốc gia Đức dưới sự lãnh đạo của Áo, là một thất bại nhục nhã. Ông cảm thấy không thể tha thứ cho Nga hoàng Nikolai II vì đã đứng về phía Áo khi nguy cơ chiến tranh nổ ra giữa Áo và Phổ. Trong Chiến tranh Krym, Công sứ Phổ tại Nghị viện Liên minh các quốc gia Đức ở Frankfurt-am-Main là Otto von Bismarck khuyên Manteuffel đợi Áo – nước chủ trương phản đối sự gây hấn của Nga với Thổ Nhĩ Kỳ – triển khai toàn bộ binh lực ở vùng Balkan, sau đó bất ngờ đưa ra cho triều đình hai sự lựa chọn: hoặc là Phổ sẽ liên minh với Áo, hoặc là Phổ sẽ tham chiến chống Áo, để khai thác lợi ích cho Phổ. Wilhelm chỉ trích lời khuyên của Bismarck như ý kiến của một "cậu học sinh" và chủ trương phối hợp thận trọng với Áo nhằm tránh bị cô lập.

## Nhiếp chính vương
Vào năm 1857, vua Friedrick Wilhelm IV đã bị một cơn đột quỵ không gượng dậy nổi. Ngày 23 tháng 10, Wilhelm 60 tuổi được cử làm Phụ chính của vua anh. Đến ngày 7 tháng 10 năm 1858, ông trở thành Nhiếp chính vương thay mặt anh mình điều hành đất nước. Là người bảo thủ nhưng hình ảnh của ông, đao phủ của Rastatt và kẻ thù không đội trời chung của cách mạng và đối thủ không khoan nhượng trong con mắt dân chúng, đã thay đổi đáng kể từ thập niên 1850. Theo sử gia Erich Dorn Brose, người trong cuộc không lấy gì làm lạ với thái độ tân tiến của Wilhelm từ thập niên này: ngay từ trước năm 1848 và những năm tháng ở Koblenz, người ta đã nhìn thấy ông bầu bạn với các triều thần mang khuynh hướng tự do chủ nghĩa và doanh nhân thực thụ, đồng thời ủng hộ các phát minh như đường sắt, súng trường nạp hậu, đại bác rãnh xoắn và các chiến thuật quân sự mới mẻ. Vị tân Nhiếp chính vương cũng là người chủ trương đối khánh quyền lực của nhóm cố vấn không chính thức camarilla của triều đình – những người gây rối ren cho bộ máy chính phủ bằng cách liên tiếp can thiệp vào công việc của các bộ trưởng, phản đối việc áp dụng tôn giáo vào các mục đích chính trị (đặc biệt là việc sử dụng bộ máy cảnh sát và mật thám để áp đặt quan điểm tôn giáo của nhà nước) dù ông là một tín độ Kháng Cách súng đạo, đồng thời không ưa chuộng phe bảo thủ cực đoan. Sự tân tiến trong tư tưởng của mình đã khiến ông trở thành niềm hy vọng lớn đối với phe dân tộc và tự do chủ nghĩa trong chính trị Đức, giống như anh ông vào năm 1840.

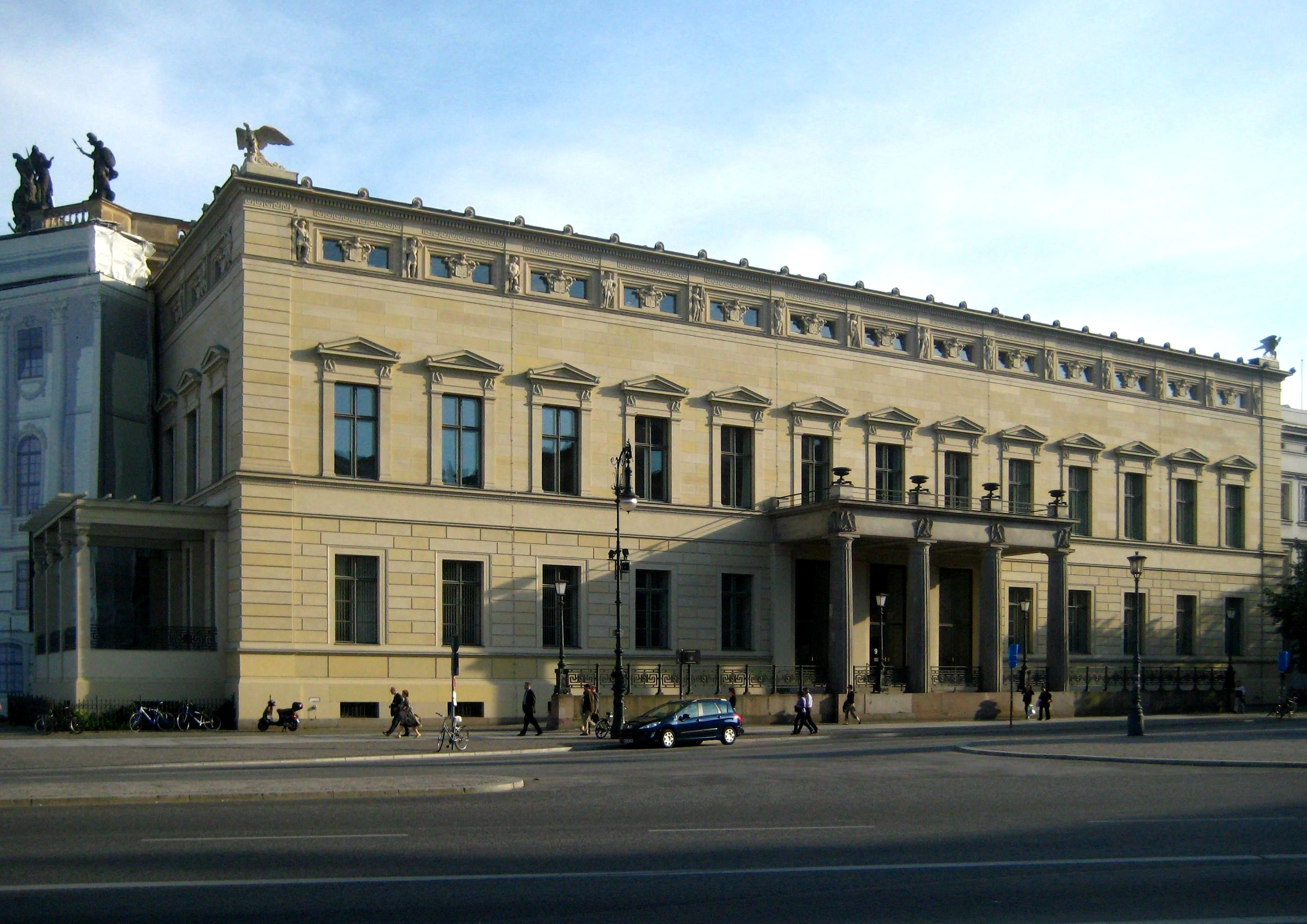
"Cung Hoàng đế Wilhelm", nay gọi là Cố cung, tọa lạc trên đại lộ, Unter den Linden, Berlin.

Trong ngày đầu tiên thọ chức Nhiếp chính vương, Wilhelm đã triệu tập Nghị viện (Landtag) để xác lập nền cai trị của ông và vài tuần sau, trái ngược với lời khuyên của vua anh, ông đọc lời ngự thệ trung thành với hiến pháp, hứa hẹn sẽ giữ gìn hiến pháp "vững chắc và bất khả xâm phạm". Vào ngày 5 tháng 11 năm 1858, vị tân Nhiếp chính vương sa thải chính quyền quan liêu của Manteuffel, đồng thời thành lập chính phủ của "những người bảo thủ tự do" dưới sự lãnh đạo của Karl Anton, Vương tước Hohenzollern-Sigmaringen – một nhà quý tộc Nam Đức mang hơi hướm tự do. Mặc dù đa số các bộ trưởng trong chính phủ đều là những người bảo thủ, sự có mặt của những nhân vật mang khuynh hướng tự do như Bethmann Hollweg, Rudolf von Auerswald và Bá tước von Schleinitz, người đã ủng hộ tích cực kế hoạch Radowitz đã củng cố niềm tin của những người theo chủ nghĩa tự do đối với vị Nhiếp vương. Phe tự do tràn ngập trong không khí hân hoan đón mừng cái được tin là "Thời đại Mới" (Neue Ära) ở Phổ. Trừ một số người hòa nghi như Karl Marx, đa số dư luận tin rằng sự kiện Wilhelm thành lập chính phủ mới là một thay đổi quan trọng. Vào ngày 8 tháng 11, ông đọc một bài diễn văn trước chính phủ. Trích đoạn nổi tiếng trong bài diễn văn ủng hộ một chính sách ngoại giao mạnh mẽ nhằm xác nhận địa vị hàng đầu của Phổ ở Đức: "Phổ phải tiến hành các cuộc chinh phục về tinh nhân tâm tại Đức, thông qua một hệ thống lập pháp sáng suốt, bằng việc đề cao các nhân tố đạo đức và tận dụng các nhân tố của nền thống nhất như Liên minh Thuế quan". Sự phấn khởi trước các hoạt động ban đầu của Wilhelm đã trở thành động lực tinh thần dẫn đến thắng lợi của những người tự do ôn hòa trong các cuộc bầu cử Nghị viện Phổ vào cuối năm 1858. Các cuộc bầu cử diễn ra với số lượng người đi bỏ phiếu cao hơn rất nhiều so với các cuộc bầu cử trước đó năm 1855; thậm chí nhiều người dân chủ, vốn chủ trương không tham gia bỏ phiếu kể từ sau thất bại của cách mạng Đức, cũng tham gia bầu cử. Phe tự do giành đa số ghế tuyệt đối ở Viện Dân biểu, với 210 ghế. Trong khi đó, những người bảo thủ chỉ giữ được 59 trong 236 ghế trước đây của họ.

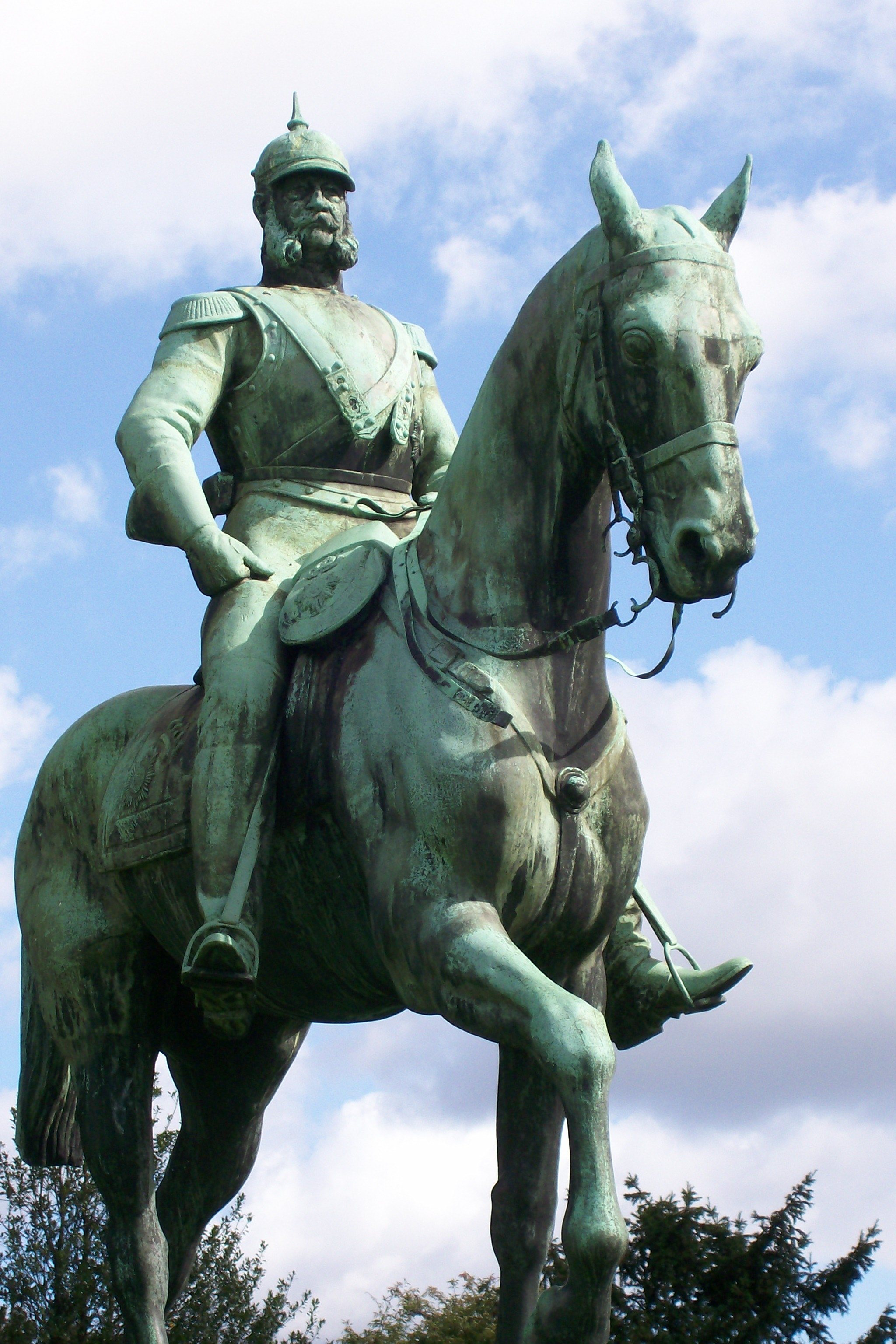
Tượng Hoàng đế Wilhelm I ở Lübeck, do Louis Tuaillon thực hiện.

Thực chất, Wilhelm không hoàn toàn có chủ ý tự do hóa vương quốc. Trong các phát ngôn của mình, ông đã khẳng định bảo tồn quyền thế của vương triều, "không có sự cắt đứt nào với quá khứ". Theo nhà sử học Hajo Holborn, bằng việc thành lập chính phủ với các bộ trưởng đến từ một số phe cánh chính trị khác nhau, Wilhelm đã nhấn mạnh sự độc lập của triều đình đối với các đảng phái chính trị. Tinh thần lạc quan của phe tự do vào mùa thu năm 1858 không kéo dài lâu. Chính phủ ban bố cải cách nội trị một cách chậm chạp và việc tiến hành cải cách vấp phải sự đối kháng cũng như các hoạt động trì hoãn của những người bảo thủ cùng với các quan tổng đốc. Viện Quý tộc đã ngăn chặn các đạo luật tự do trong bộ luật dân sự và các biện pháp cải cách thuế nhằm đánh vào đặc quyền của tầng lớp quý tộc địa chủ Junker. Trong khi đó, những người tự do cao tuổi chủ trương thỏa hiệp và điều đó gây bất mãn cho những người dân chủ và tự do trẻ tuổi.
Ngay từ trước năm 1858, Otto von Bismarck đã cố gắng thuyết phục Wilhelm chấp thuận quan điểm của mình về vấn đề thống nhất nước Đức. Tháng 3 năm 1858, trong một bản tấu dài 92 trang, Bismarck thúc đẩy chính quyền Wilhelm thực hiện một chính sách chống Áo. Nhưng trái lại, Wilhelm chủ trương giữ một mối quan hệ ngoại giao tốt với Áo và điều đó đòi hỏi ông phải bổ nhiệm một công sứ mới tại Frankfurt. Do vậy, tháng 3 năm 1859, ông điều Bismark làm Đại sứ Phổ ở Sankt-Peterburg.

### Các vấn đề quân sự
Có một phần trong bài diễn văn ngày 8 tháng 11 của Wilhelm ít được dư luận chú ý. Trong đó, ông khuyến khích những thay đổi cần thiết về lực lượng vũ trang của đất nước tạo cho Phổ thế đứng vững mạnh trong hàng ngũ cường quốc châu Âu. Sự tận tâm của ông đối với việc xây dựng phát triển lực lượng quân sự Phổ đã được thể hiện ngay từ ngày 23 tháng 10 năm 1857, khi ông bổ nhiệm tướng Helmuth von Moltke làm Tổng tham mưu trưởng. Lịch sử nhìn nhận đây là một trong hai cuộc bổ nhiệm quan trọng nhất mà ông đã từng thực hiện, cùng với sự kiện Bismarck nhậm chức Thủ tướng ngày 22 tháng 9 năm 1862. Năm 1858, theo lời khuyên của tướng Edwin von Manteuffel, ông thành lập Nội các Quân sự nhằm thâu tập trung kiểm soát quân đội vào tay hoàng gia. Manteuffel được cử làm Bộ trưởng Nội các Quân sự. Khi chiến tranh bùng nổ giữa Áo và liên minh Pháp-Sardegna năm 1859, Nhiếp chính vương đã phát lệnh cho Moltke tổng động viên ba quân đoàn Phổ và toàn bộ lực lượng kỵ binh để chuẩn bị khả năng tham chiến chống Pháp vào ngày 20 tháng 4. Nhưng cuộc tổng động viên diễn ra hỗn loạn và kết thúc với thất bại: trong thời điểm hiệp định hòa bình được ký kết giữa Pháp và Áo vào mùa hè năm 1859, các lực lượng của Phổ vẫn chưa hề sẵn sàng chiến đấu.
Sự thất bại của cuộc tổng động viên đã khiến cho Wilhelm huyền chức vị Bộ trưởng Chiến tranh mang khuynh hướng tự do là Eduard von Bonin và thay ông này bằng một người bảo hoàng – Albrecht von Roon. Cùng với Moltke, Roon đã tiến hành cải cách quân đội trước bối cảnh căng thẳng gia tăng trong quan hệ giữa các liệt cường Âu châu. Với mong muốn gầy dựng lực lượng quân sự bài bản, Wilhelm tích cực ủng hộ đề xuất của Roon nhằm áp đặt luật nghĩa vụ quân sự ba năm đối với mọi công dân, thúc đẩy sự gia tăng quân số quân đội nhà nghề của Phổ từ 5 vạn lên 11 vạn binh sĩ, đồng thời giảm kích cỡ và vai trò của lực lượng Dân quân, đặt lực lượng này dưới quyền chỉ huy của các sĩ quan quân đội Phổ. Sự thay đổi này phụ hợp với ý muốn của Wilhelm nhằm biến Dân quân thành lực lượng trừ bị của quân đội. Cũng như những người bảo thủ khác, ông nhìn nhận Dân quân là một hệ thống mang tính chất dân chủ, đe dọa đến quyền lợi của họ.
Khi Roon đệ trình kế hoạch của mình lên Nghị viện vào đầu năm 1860, các nghị viên theo chủ nghĩa tự do hoảng hốt. Họ không muốn để cho quan Nhiếp chính dồn phần lớn nhất của ngân sách vào chi tiêu quân sự, làm tiêu tốn những khoản ngân quỹ có thể được sử dụng để xây dựng đường sá và cầu cống. Thêm vào đó, sự căm ghét của họ đối với đội ngũ sĩ quan và sự xem nhẹ của Roon đối với Dân quân – lực lượng gắn liền với huyền thoại của phe tự do về cuộc "chiến tranh giải phóng" năm 1813 đã lan rộng mâu thuẫn về vấn đề cải cách quân đội thành một cuộc xung đột giữa quân đội và công chúng, hay giữa vương triều và quốc hội. Tuy nhiên, do hai bên vẫn hy vọng tránh được một cuộc đối đầu trực tiếp, Nghị viện đã phê duyệt một khoản ngân sách tạm thời cho quân đội Phổ vào tháng 5, dựa trên lời hứa rằng chính phủ sẽ không tiến xa với công cuộc cải tổ quân đội cho đến khi một đạo luật chính quy được ban hành. Trên thực tế, Wilhelm không bao giờ chờ đợi; ông chủ trương thẳng tiến với việc gầy dựng các trung đoàn mới. Cả ông và các sĩ quan của mình đều không tin rằng quân đội thuộc về sự kiểm soát của Nghị viện. Đối với họ, quân đội gắn với trách nhiệm thiêng liêng của quân vương. Wilhelm cũng không hề dự định thỏa hiệp về vấn đề nghĩa vụ quân sự ba năm và vai trò của Dân quân.

## Quốc vương Phổ

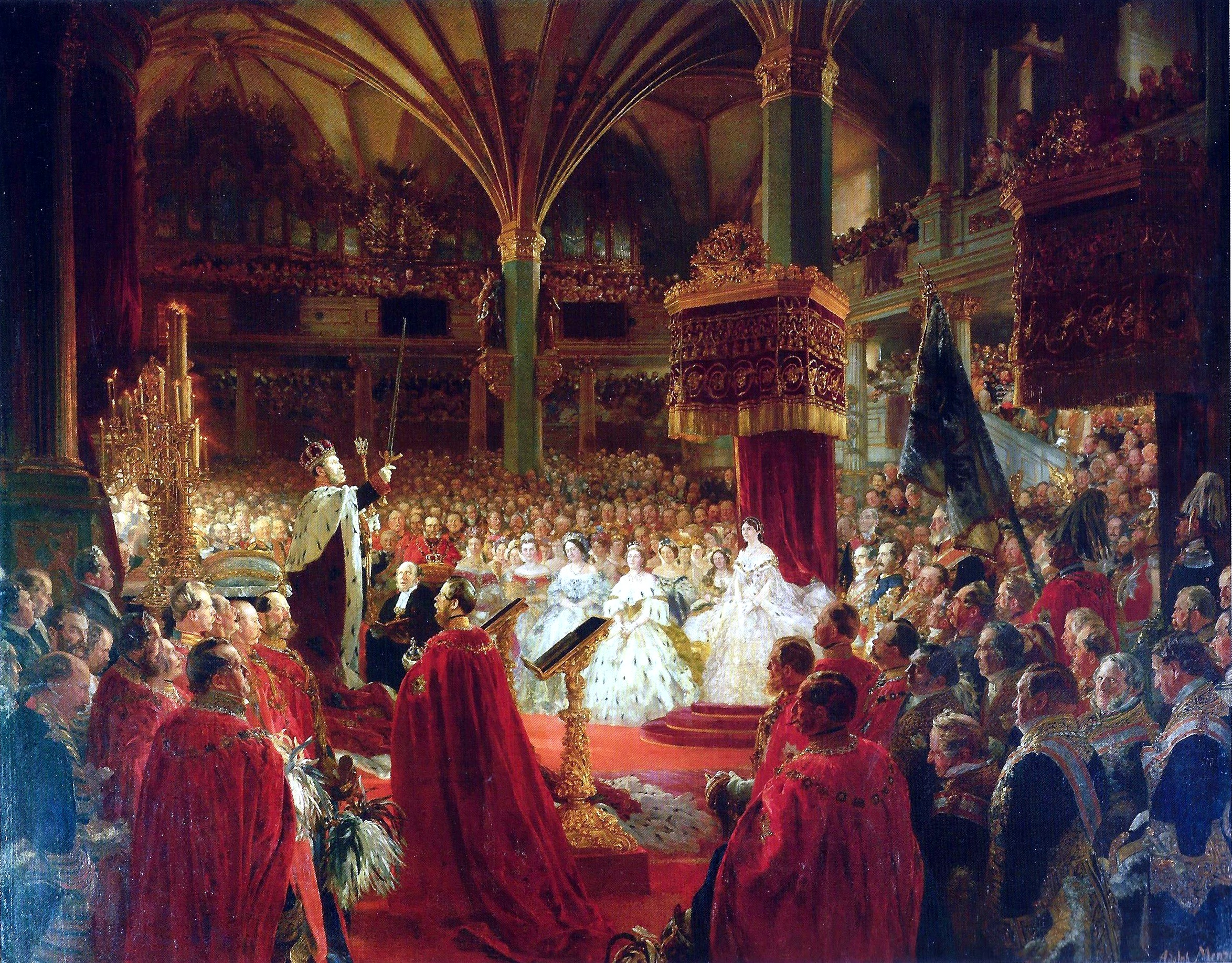
Lễ đăng quang của Wilhelm I ở Lâu đài Königsberg.

Ngày 2 tháng 1 năm 1861, Friedrich Wilhelm IV mất. Wilhelm lên ngôi quốc vương, hiệu là Wilhelm I. Ngày 14 tháng 7 năm 1861, khi tân vương đi điều dưỡng tại Baden-Baden, một sinh viên mang tên Oskar Becker đã mưu sát ông vì coi ông là một cản trở đối với sự thống nhất nước Đức. Nhưng nhà vua chỉ bị thương nhẹ và Becker bị bắt giữ. Theo gương vua khai quốc Friedrich I, Wilhelm I đến Königsberg và tại đây ông làm lễ gia miện ở Nhà thờ Lâu đài (Schlosskirche). Wilhelm chọn ngày 18 tháng 10 – ngày kỷ niệm chiến thắng Leipzig để tổ chức sự kiện này, lễ gia miện đầu tiên của quốc vương Phổ kể từ năm 1701 và cũng là lễ gia miện duy nhất của một ông vua Đức vào thế kỷ 19. Cuộc đăng quang đã khẳng định bản chất "nửa chuyên chế, nửa lập hiến" của nhà nước quân chủ Phổ thời bây giờ. Một mặt, cuộc đăng quang khẳng định niềm tin vững chắc của Wilhelm I vào thần quyền của nền quân chủ. Mặt khác, buổi lễ cũng gây cho nhiều người bảo thủ thất vọng vì cho thấy quyết định của tân vương nhằm bãi bỏ các nghi lễ tuyên thệ trung thành truyền thống của Phổ. Quyết định này phản ánh rõ rệt ý muốn của những người tự do, vì theo họ, các nghi lễ tuyên thệ trung thành – vốn gắn liền với chế độ quân chủ chuyên chế cũ – đã không còn thích hợp trong thời đại mới của hiến pháp và nghị viện này. Wilhelm cũng từ chối tuân theo ước nguyện cuối cùng của tiên vương nhằm xóa bỏ hiến pháp.
Trong thời gian này, các trung đoàn mới, được thành lập trong một cuộc tái cấu trúc mà chưa được chấp thuận về luật pháp, đã nhận được từ Wilhelm các lá hiệu kỳ của mình dưới hình thức phô trương. Ông được xem là người quân nhân tận tụy nhất trong các vua Phổ kể từ sau Friedrich Đại đế. Tháng 6 năm 1861, căng thẳng giữa Vương triều với Viện Dân biểu đã lên cao khi Wilhelm từ chối nhìn nhận một khoản ngân sách tài chính mới mà Quốc hội duyệt cho quân đội là "tạm thời". Thái độ bất chấp của chính phủ đã làm suy nhược ý chí của những người tự do cao niên và họ tìm kiếm sự hòa giải ở bất kỳ một cái giá nào. Trái lại, trong tâm trạng bất mãn, một số người tự do tiến bộ hơn đã tách ly khỏi đảng Tự do cũ đã thành lập Đảng Tiến bộ Đức vào tháng 6 năm 1861 để tăng cường sự chống đối của mình với chính sách "quân phiệt hóa" của nhà vua. Đảng này kiên quyết đấu tranh nhằm bảo vệ sự kiểm soát của dân chúng đối với lực lượng dân quân và ngăn chặn việc mở rộng thời hạn nghĩa vụ quân sự. Trong các cuộc bầu cử tháng 12 năm 1861, Đảng Tiến bộ gần như đánh bại hoàn toàn những người bảo thủ và giành được nhiều ghế từ đảng Tự do cũ. Khi Viện Dân biểu mới này tỏ ra cứng đầu hơn tiền nhiệm của mình, Wilhelm I đã giải tán viện và kêu gọi bầu cử lại. Kết quả của các cuộc bầu cử diễn ra vào tháng 5 năm 1862 còn gây cho nhà vua thất vọng hơn cả năm trước. Đến tháng 9 năm đó, mâu thuẫn giữa Quốc vương và Viện Dân biểu lên tới đỉnh điểm khi viện tranh luận về vấn đề ngân sách năm tới. Chính quyền mới của Wilhelm, giờ đây chỉ bao gồm những nhân vật bảo thủ dưới sự lãnh đạo của Vương tước Adolf zu Hohenlohe Ingelfingen, hiểu rằng Viện Dân biểu tuyệt đối không chấp nhận cải cách mở rộng quân đội của nhà vua và cảm thấy những hành động của mình là không hợp pháp, hợp hiến. Một bộ phận trong số họ đã lên tiếng yêu cầu nghị hòa, và thậm chí Roon cũng nằm trong số này ở một thời gian ngắn. Tình hình cho thấy rằng Đảng Tiến bộ sẽ nghị hòa và chấp nhận kế hoạch về dân quân của triều đình nếu như triều đình từ bỏ kế hoạch tăng thời hạn nghĩa vụ quân sự của mình.

### Đường lối của Bismarck

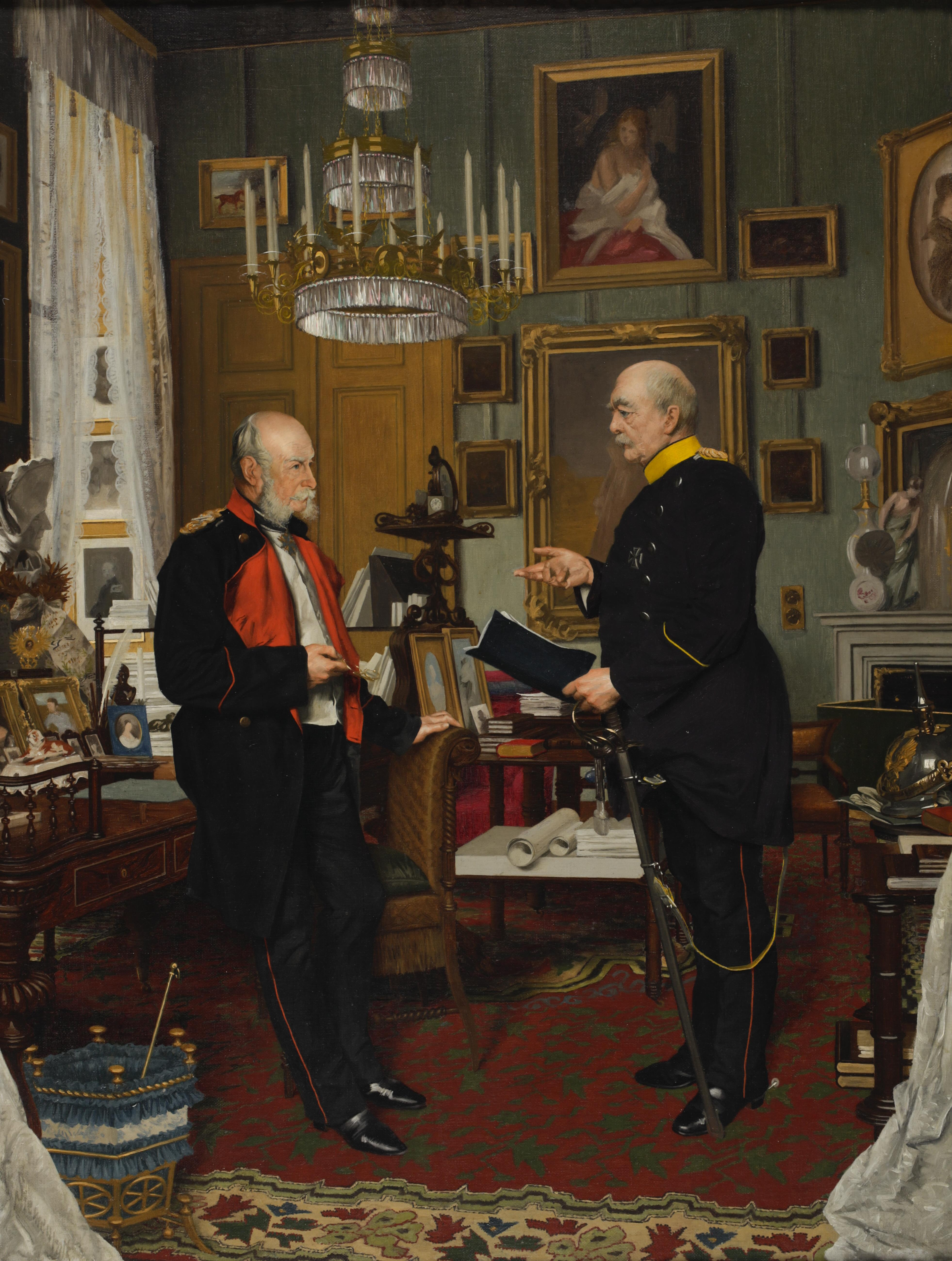
Wilhelm I và Bismarck

Nhưng Wilhelm dứt khoát không chịu thương lượng. Với niềm tin sắt đá của mình vào quyền kiểm soát quân đội như một đặc quyền của nhà vua, ông chỉ có một sự lựa chọn đơn giản: ông dự định thoái vị để truyền ngôi cho Thái tử Friedrich Wilhelm, một người theo chủ nghĩa tự do. Thậm chí Wilhelm đã soạn thảo chiếu thoái vị, nhưng ý định này bị phản đối mạnh mẽ bởi Friedrich Wilhelm, người đã khuyên phụ vương giải quyết khủng hoảng. Bên cạnh đó, Quốc vương không muốn đẩy đất nước vào một cơn binh lửa, do đó ông phản bác yêu cầu đảo chính quân sự của những người như tướng Manteuffel. Bị hoang mang, Roon phải tìm đến một cơ hội cuối cùng để vãn hội tình hình. Đó là việc thay đổi chính quyền và hiệu triệu một người có thể thay đổi cục diện với phần thắng thuộc về nhà vua đến Berlin: người đấy là Otto von Bismarck, một quý tộc địa chủ bảo thủ. Vào ngày 18 tháng 9 năm 1862, một ngày sau khi Roon đứng về phía các đại thần "chủ hòa" và Wilhelm đe dọa thoái vị trong một hội đồng hoàng gia, Roon gửi đến Bismarck một thông điệp ngắn gọn bằng tiếng Pháp và Latinh với chữ ký nặc danh: "Periculum in mora. Dépêchez-vous" (đại ý thúc giục Bismarck về Berlin gấp chứ không thể trì hoãn). Chán ghét "tên điên Bismarck" và sợ ông này sẽ kích động bạo lực, nhà vua đã chấp thuận đề xuất của Roon một cách bất đắc dĩ. Chiều ngày 22 tháng 9 năm 1862, Bismarck vào cung yết kiến nhà vua. Buổi yết kiến đã thúc đẩy Wilhelm quyết định không từ bỏ ngai vàng và bổ nhiệm Bismarck làm Thủ tướng.
Theo Hiến pháp Phổ, chức danh Thủ tướng chỉ chịu trách nhiệm trực tiếp với Quốc vương, không tuân theo Nghị viện. Hiểu được tâm lý của quân vương, Bismarck luôn giữ phận bề tôi như thời phong kiến. Tuy nhiên, chính Bismarck mới là người chỉ đạo sự vụ quốc gia, từ đối nội đến đối ngoại. Nhiều lần, ông đã buộc vua phải đồng thuận bằng cách dọa từ chức.
Sau khi chỉ định một nhóm người bảo thủ ra lập chính phủ, Bismarck giải quyết mâu thuẫn giữa vua và nghị viện bằng một phương pháp đơn giản: chính phủ sẽ điều khiển tình hình bất chấp phản ứng của quốc hội. Bismarck cử người đi thu thuế để đóng góp chi phí quân đội, và biện minh rằng trong hiến pháp có những "lỗ hổng" tạo điều kiện cho ông hành động. Bismarck cũng hơn một lần giải tán nghị viện và kêu gọi bầu cử lại. Mỗi khi sự ủng hộ của công chúng với các đối thủ tự do của ông gia tăng, Bismarck lại có được chỗ dựa ở nhà vua, người giờ đây đang thực hiện các cải cách quân sự của mình. Năm 1863, trong một chiến dịch bầu cử, Bismarck lại ban bố sắc lệnh tăng cường kiểm duyệt báo chí. Sự phản kháng của Thái tử đối với chính sách này đã khiến cho Quốc vương nổi giận. Do vậy, Quốc vương không cho phép con mình có một địa vị chính trị nào trong suốt triều đại của mình. Bên cạnh đó, trái với ý muốn của vua, Bismarck cũng theo đuổi một chính sách ngoại giao mạo hiểm nhằm thống nhất nước Đức bằng hàng loạt cuộc chiến tranh.

### Chiến tranh Schleswig lần thứ hai
Vào năm 1863, mâu thuẫn về vấn đề kiểm soát Schleswig-Holstein, hai vùng lãnh thổ có phần đông dân số là người Đức, lên cao khi nghị viện Đan Mạch quyết định sáp nhập hai vùng này vào lãnh thổ của mình. Các cường quốc không thể giải quyết vấn đề, và Bismarck, được sự liên minh của Áo, đã phát động cuộc Chiến tranh Schleswig lần thứ hai chống Đan Mạch. Vua Wilhelm I bước vào cuộc chiến trên cương vị là Tổng tư lệnh quân đội Phổ. Cuối tháng 4, liên quân Áo-Phổ chiếm được Schleswig. Sau khi quân Phổ dưới sự thống lĩnh của người cháu gọi vua bằng bác là Thân vương Friedrich Karl, thực hiện một kế hoạch táo bạo của Moltke, đổ bộ lên chiếm đảo Alsen vào ngày 29 tháng 6 năm 1864, ý chí của người Đan Mạch bị tan vỡ. Đan Mạch buộc phải yêu cầu ngừng bắn và tiến hành đàm phán hòa bình. Vào ngày 30 tháng 10 năm 1864, hòa ước được ký kết tại Viên theo đó Schleswig, Holstein và Lauenburg thuộc về Áo - Phổ.
Cuộc chiến là cơ hội đầu tiên để khẳng định thành quả của các cải cách quân sự của nhà vua, và đem lại một số ý nghĩa quan trọng cho Phổ. Quân đội Phổ đã có được một số kinh nghiệm thực chiến cần thiết, và kiến trúc sư trưởng của chiến thắng – Moltke – đã khẳng định thực lực của mình với quân vương. Thêm vào đó, cuộc tấn công thắng lợi của các đạo quân Phổ vào thành lũy kiên cố của Đan Mạch ở Düppel ngày 18 tháng 4 năm 1864 đã khơi dậy tinh thần yêu nước của người Phổ và làm suy nhược sự chống đối của phe tự do.

### Chiến tranh Bảy tuần
Mối quan hệ được cải thiện giữa Phổ và Áo, thành quả của cuộc chiến chống Đan Mạch, đã mau chóng đổ vỡ do mâu thuẫn về việc kiểm soát Schleswig và Holstein. Đồng thời, chính quyền Bismarck muốn buộc Áo khẳng định bá quyền của Phổ ở miền Bắc Đức. Để chuẩn bị chiến tranh, Thủ tướng cô lập Áo về ngoại giao và thiết lập liên minh với Ý vào tháng 4 năm 1866. Để đáp trả, vào ngày 1 tháng 6 năm 1866, Áo kiến nghị Nghị viện Liên minh các quốc gia Đức ban hành giải pháp cuối cùng đối với tình hình Schleswig-Holstein. Phổ tuyên bố yêu cầu này vi phạm Thỏa ước Gastein. Ngày 14 tháng 6, khi phần lớn các quốc gia Liên minh Đức đồng ý đứng về phía Viên khai chiến chống Berlin, đại biểu Phổ tuyên bố giải thể Liên minh. Vào ngày 16 tháng 6, trong bài tuyên cáo "Hỡi người dân Đức của ta", Wilhelm I lên án Liên minh chia rẽ Đức và tuyên bố Phổ "quyết định gánh vác cuộc đấu tranh vì nền thống nhất dân tộc Đức giờ đang bị ngăn cản bởi quyền lợi riêng của các bang đơn lẻ".

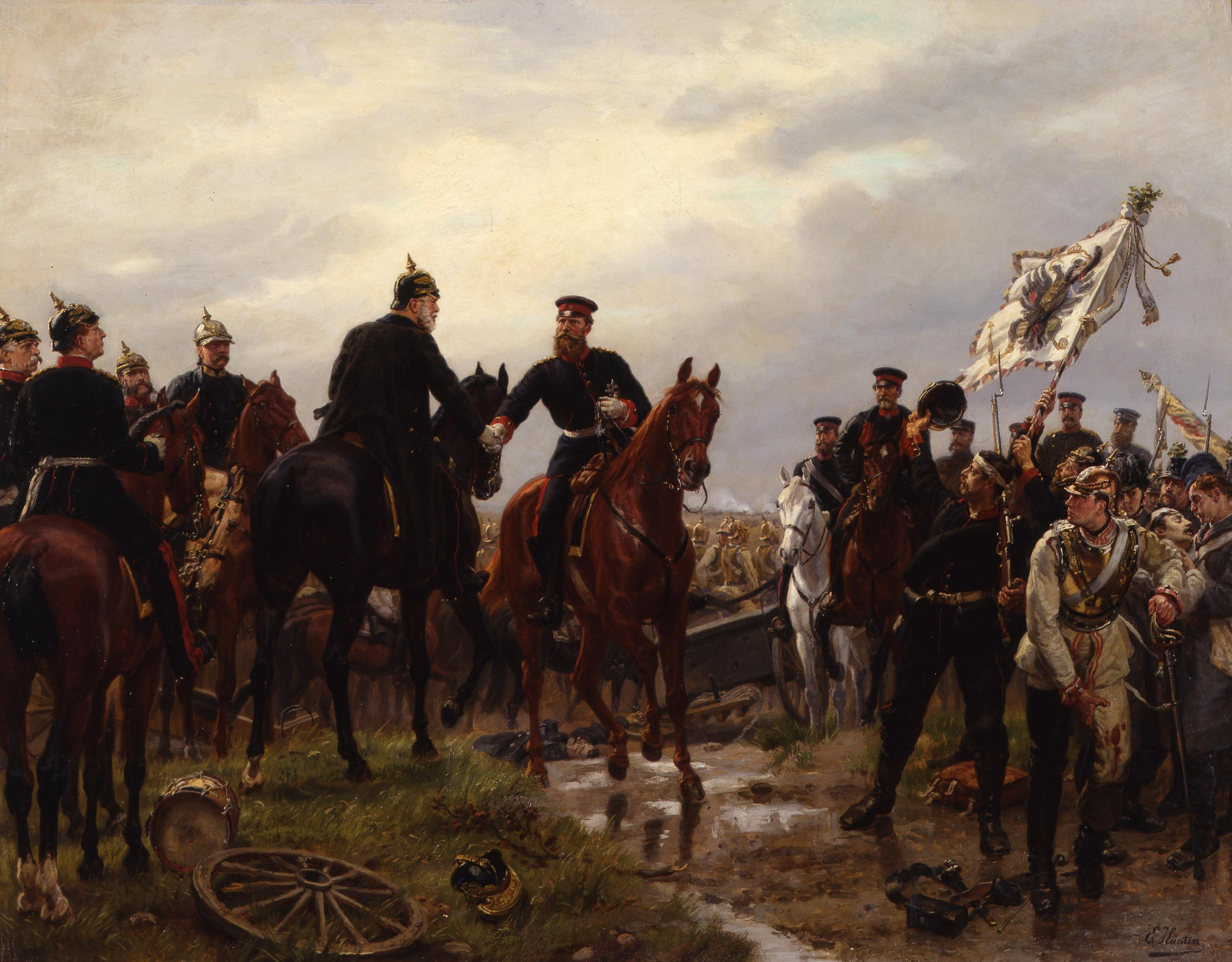
Cảnh Wilhelm I trao cho Thái tử Huân chương Thập tự Xanh trong trận Königgrätz, họa phẩm của Emil Hünten.

Cùng ngày một tập đoàn quân Phổ dưới sự chỉ huy của tướng Eduard Vogel von Falckenstein đã tràn vào các bang ở phía Bắc. Các lực lượng Phổ đánh chiếm nhanh chóng các bang này và vào ngày 28 tháng 6, Hannover bị buộc phải đầu hàng. Nhưng các hoạt động ở phía Đông mới quyết định đến cục diện của cuộc chiến: ngày 18 tháng 6, triều đình Berlin tuyên chiến với các quốc gia còn lại của Liên minh, trong đó có Áo. Trái với truyền thống từ thời Friedrich Đại đế rằng nhà vua là người tổng chỉ huy tối cao duy nhất của na quân, Wilhelm đã trao cho Moltke thực quyền chỉ đạo chiến dịch vào ngày 2 tháng 6 năm 1866 khi ông cho phép vị tướng được ban bố mệnh lệnh trên danh nghĩa nhà vua. Từ đây, Moltke đứng ngang hàng với Bismarck và cùng nhà vua điều khiển các hoạt động tác chiến. Moltke tổ chức ba mũi tấn công vào lãnh thổ Böhmen của vương triều Áo. Ngày 30 tháng 6, nhà vua và Moltke đến Böhmen để trực tiếp chỉ huy chiến dịch. Trong trận đánh quyết định ở Königgrätz-Sadowa ngày 3 tháng 7, nhà vua đã dong ngựa qua các trung đoàn để động viên sĩ khí ba quân. Sự dấn thân của ông vào lửa đạn đã gây cho các võ tướng hoảng hốt. Tập đoàn quân số 1 của Friedrich Karl đã cận kề thất bại khi mà sự tiếp viện kịp thời của Tập đoàn quân số 2 do Thái tử thống lĩnh xoay chuyển tình hình và đem lại thắng lợi quyết định cho Phổ.
Sau chiến thắng, mâu thuẫn nảy sinh giữa Quốc vương và Thủ tướng. Trong niềm vui chiến thắng, Wilhelm chủ trương sáp nhập lãnh thổ từ Áo và Bayern, đồng thời tổ chức diễu binh khải hoàn ở Viên. Nhưng, với tầm nhìn chính trị-ngoại giao lâu dài của mình, Bismarck không muốn lăng nhục Áo quá mức và phản kháng gay gắt. Những cảnh tượng bão táp đã diễn ra giữa hai vị nguyên thủ. Cuối cùng, với sự giúp đỡ của Thái tử – một người có tư tưởng phản chiến, Bismarck đã buộc Wilhelm phải từ bỏ tham vọng của ông. Theo Hòa ước sơ bộ Nikolsburg và Hòa ước Praha sau đó, Áo không bị mất một lãnh thổ nào về tay Phổ, nhưng bị loại khỏi Đức. Liên minh các quốc gia Đức bị giải tán, và phần lớn các bang Bắc Đức (trong đó có Schleswig và Holstein) bị sáp nhập vào lãnh thổ Phổ. Tháng 9 năm 1866, Wilhelm I, Bismarck, Moltke và Roon ca khúc khải hoàn trở về kinh đô Berlin trong sự chào đón nồng nhiệt của dân chúng.
Tháng 8 năm 1866, một liên minh quân sự của các bang còn lại ở Bắc Đức dưới sự bá quyền của Phổ được hình thành, đặt nền móng cho sự ra đời của Liên bang Bắc Đức vào năm 1867. Wilhelm I giờ đây là Chủ tịch, Bismarck là Thủ tướng Liên bang Bắc Đức. Ngoài ra, thắng lợi toàn diện của Phổ trong chiến tranh 1866 cuối cùng đã đặt dấu chấm hết cho cuộc xung đột giữa Quốc vương và phe tự do chủ nghĩa với phần thắng thuộc về Quốc vương.

### Chiến tranh Pháp-Đức

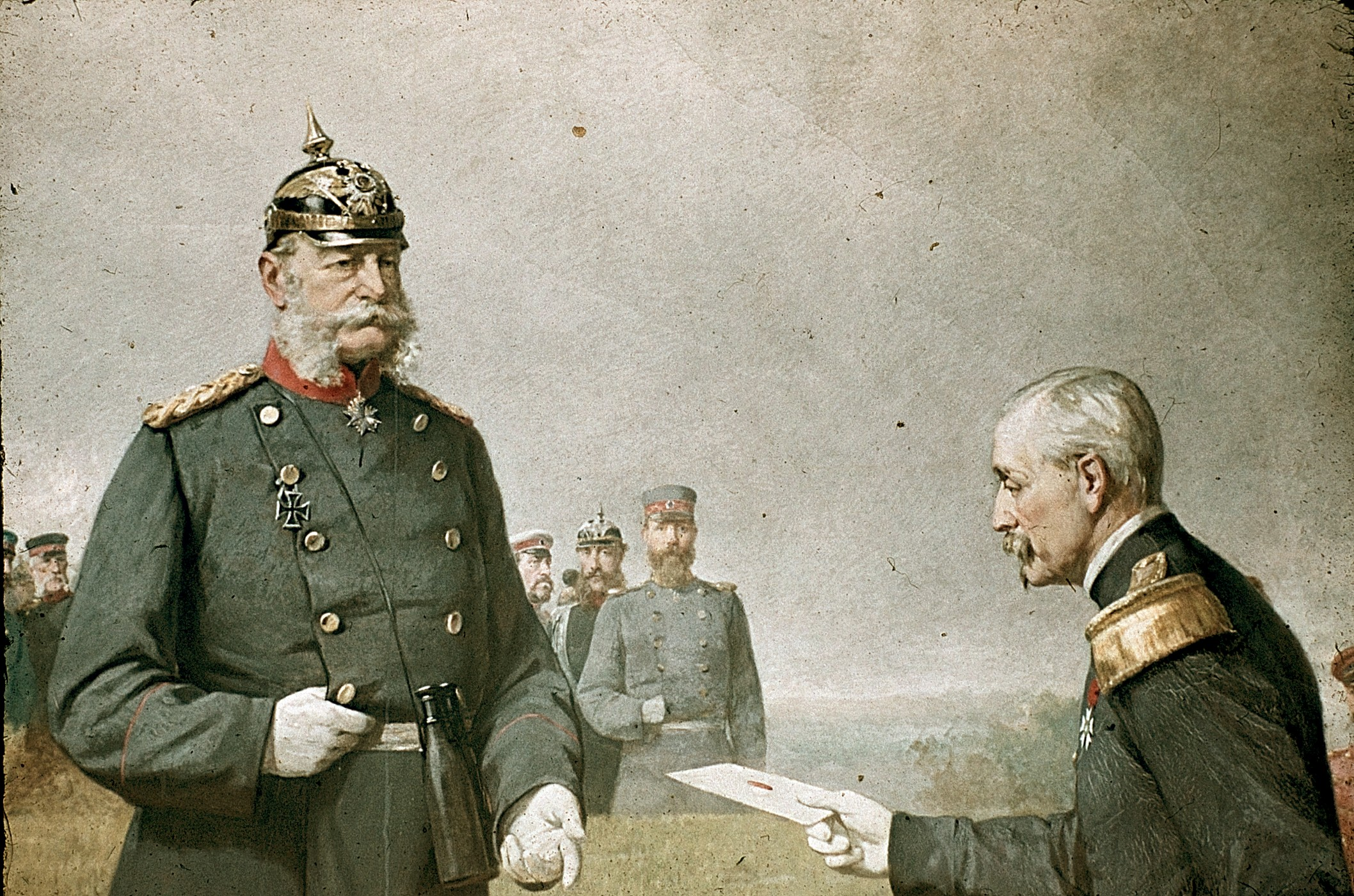
Tướng Pháp Reille nộp thư xin hàng của Napoléon III cho Wilhelm I trong trận Sedan, tranh của Carl Steffeck.

Sau thất bại của Áo năm 1866, sự trỗi dậy của nước Phổ dưới triều Wilhelm I đã trở thành mối bận tâm cho nước Pháp thời hoàng đế Napoléon III. Về phía Phổ-Đức, Bismarck hiểu rõ một cuộc chiến với Pháp là không thể tránh khỏi để hoàn tất quá trình thống nhất nước Đức bằng vũ lực. Thủ tướng cũng tin chắc rằng các cường quốc châu Âu sẽ giữ trung lập và các bang Nam Đức sẽ ủng hộ Phổ khi có chiến tranh. Thật vậy, khi Chiến tranh Pháp-Phổ bùng nổ vào cuối tháng 7 năm 1870, các nước ở miền Nam Đức đã quy tụ dưới ngọn cờ của quốc vương Phổ. Vào ngày 31 tháng 7 năm 1870, Wilhelm rời Berlin để thân chinh soái lĩnh các đạo quân của người Đức chống nhau với Pháp. Cũng như trong cuộc chiến chống Áo, Moltke là người đề xướng kế hoạch chiến tranh, theo đó quân đồng minh Phổ-Đức được chia làm ba tập đoàn quân tràn vào nước Pháp. Các lực lượng được tổ chức và huấn luyện bài bản của Phổ liên tiếp thắng trận trong suốt sáu tuần giao chiến.
Bảy ngày sau khi Wilhelm vượt biên giới Pháp (11 tháng 8), ông cùng Moltke trực tiếp chỉ huy trận Gravelotte-St. Privat, trận đánh lớn nhất của cuộc chiến, vào ngày 18 tháng 8. Tại đây, các đợt tấn công của Tập đoàn quân số 1 dưới quyền tướng Steinmetz và Tập đoàn quân số 2 dưới quyền Thân vương Friedrich Karl đã bị Tập đoàn quân Rhine chủ lực của Pháp dưới quyền Thống chế Bazaine đẩy lui với thiệt hại hết sức nặng nề. Dù vậy, sự nhạy bén của lực lượng pháo binh Phổ và thái độ thụ động của Bazaine đã góp phần vãn hồi tình hình cho các đơn vị bộ binh Phổ. Được tăng viện, quân đội Phổ-Đức cuối cùng đã đuổi được quân Pháp về Metz. Ngoại trừ Moltke, mọi thành viên Bộ Tổng Chỉ huy Phổ đều hãi hùng trước cuộc tàn sát ở Gravelotte-St. Privat. Bản thân Wilhelm I hốt hoảng khi ông được tin 8.000 sĩ quan và binh lính của Quân đoàn Vệ binh tinh nhuệ bị loại khỏi vòng chiến. Nhưng trận đánh là một thắng lợi chiến lược lớn của quân đội Đức: Tập đoàn quân Rhine bị bao vây cô lập tại Metz cho đến khi đầu hàng vào ngày 27 tháng 10.
Cùng với Napoléon III, Thống chế MacMahon mang Tập đoàn quân Châlons đi cứu Bazaine, nhưng vào cuối tháng 8, Moltke đã nắm bắt được cuộc hành quân của MacMahon. Ông liền ra lệnh cho Tập đoàn quân số 3 của Thái tử Phổ và Tập đoàn quân Maas mới được thành lập dưới quyền Thái tử Albert của Sachsen quay ngoặt theo hướng tây-bắc để truy bắt Tập đoàn quân Châlons. Quân Đức đánh bại một bộ phận của tập đoàn quân này trong trận Beaumont, buộc MacMahon phải rút về Sedan.
Ngày 1 tháng 9 năm 1870, dưới sự thống lĩnh của Wilhelm I và Moltke, các Tập đoàn quân số 3 và Maas đã bao vây tiêu diệt Tập đoàn quân Châlons ở Sedan. Tại đây, các cuộc pháo kích ồ ạt của Đức đã gây cho quân Pháp thiệt hại hết sức nặng nề. Quân Phổ từng bước siết chặt vòng vây và vào buổi chiều, họ đập tan hàng loạt đợt phản công của kỵ binh địch. Tinh thần tấn công dũng cảm của kỵ binh Pháp đã khiến cho Wilhelm bật thốt: "Ôi! Những con người can trường".. Ngày hôm sau (2 tháng 9), Napoléon III và gần 10 vạn dưới quyền đầu hàng và bị bắt làm tù binh. Trận Sedan được nhìn nhận là "thắng lợi lớn nhất của người Đức trước Pháp kể từ sau trận Pavia" (Eulenberg). Hoàng đế Pháp bị giải đến giam trong lâu đài Wilhelmsthal ở Kassel và về sau sang sống lưu vong ở Anh. Cũng giống như Karl V trong chiến dịch Pavia, Wilhelm đã bày tỏ sự hào hiệp và tế nhị của mình đối với các kẻ thù bại trận. Vào ngày 5 tháng 9, Pháp được tuyên bố là một nước Pháp. Bismarck khuyên vua ngừng tấn công và dàn trận tuyến phòng thủ ở các vị trí hiện tại của mình ở miền Đông Pháp, nhưng nhà vua và Moltke từ chối. Ông điều quân đến vây hãm Paris và thiết lập tổng hành dinh tại điện Versailles.

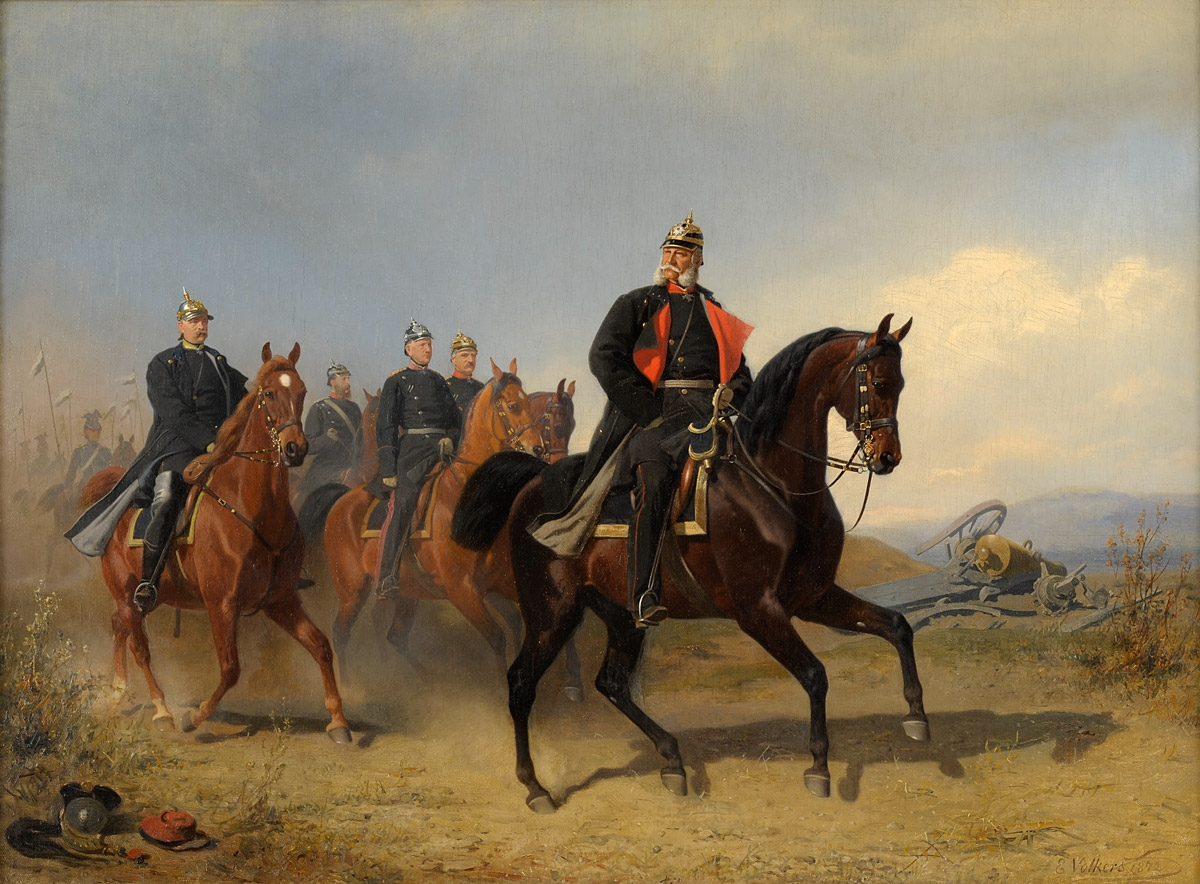
Wilhelm I, Bismarck, Moltke, Roon dẫn thương kỵ binh đi thị sát mặt trận, tranh sơn dầu của Emil Volkers (1872).

Mâu thuẫn lại nảy sinh giữa Bismarck và các tướng lĩnh. Mục tiêu của Bismarck trong cuộc chiến là chính trị chứ không phải là quân sự: sự thống nhất nước Đức và thay đổi các liên minh quân sự, trong đó các bang Nam Đức nằm dưới tầm ảnh hưởng của Phổ, thành một thể chế chính trị thống nhất. Nhưng với tầm nhìn quân sự của mình, Moltke đề xuất sáp nhập thành phố Strasbourg, pháo đài Metz, các tỉnh Alsace và Lorraine để làm vùng đệm cho nước Đức trước mọi cuộc tấn công từ phía tây trong tương lai. Bismarck đồng ý lấy Strasbourg và Alsace, vốn đã thuộc về Đức hai thế kỷ trước khi bị Louis XIV cướp đoạt, nhưng không muốn lấy Metz và Lorraine vì dân số ở đây đa phần là người Pháp. Nhà vua ủng hộ ý kiến của Moltke và ông quyết định sáp nhập cả Alsace lẫn Lorraine vào nước Đức thắng trận.
Tại Versailles, về mặt danh nghĩa, nhà vua chỉ đạo các chiến dịch quân sự và các cuộc đàm phán chính trị dẫn tới sự kiến lập Đế quốc Đức. Trên thực tế, Bismarck là người tổ chức các cuộc đàm phán này, nhằm thuyết phục các quốc gia Nam Đức gia nhập đế quốc Đức mới. Bất chấp nhiều sự phản đối, đặc biệt là từ Thái tử Friedrich, Bismarck chấp thuận xây dựng một nhà nước liên bang trong đó các quốc gia bên ngoài Phổ giữ được nhiều quyền lợi đáng kể. Và, Đế quốc Đức đã được thành lập dưới sự trị vì của Hoàng đế Wilhelm I vào ngày 18 tháng 1 năm 1871, khi mà nước Pháp đã cầm chắc thất bại.

## Hoàng đế Đức

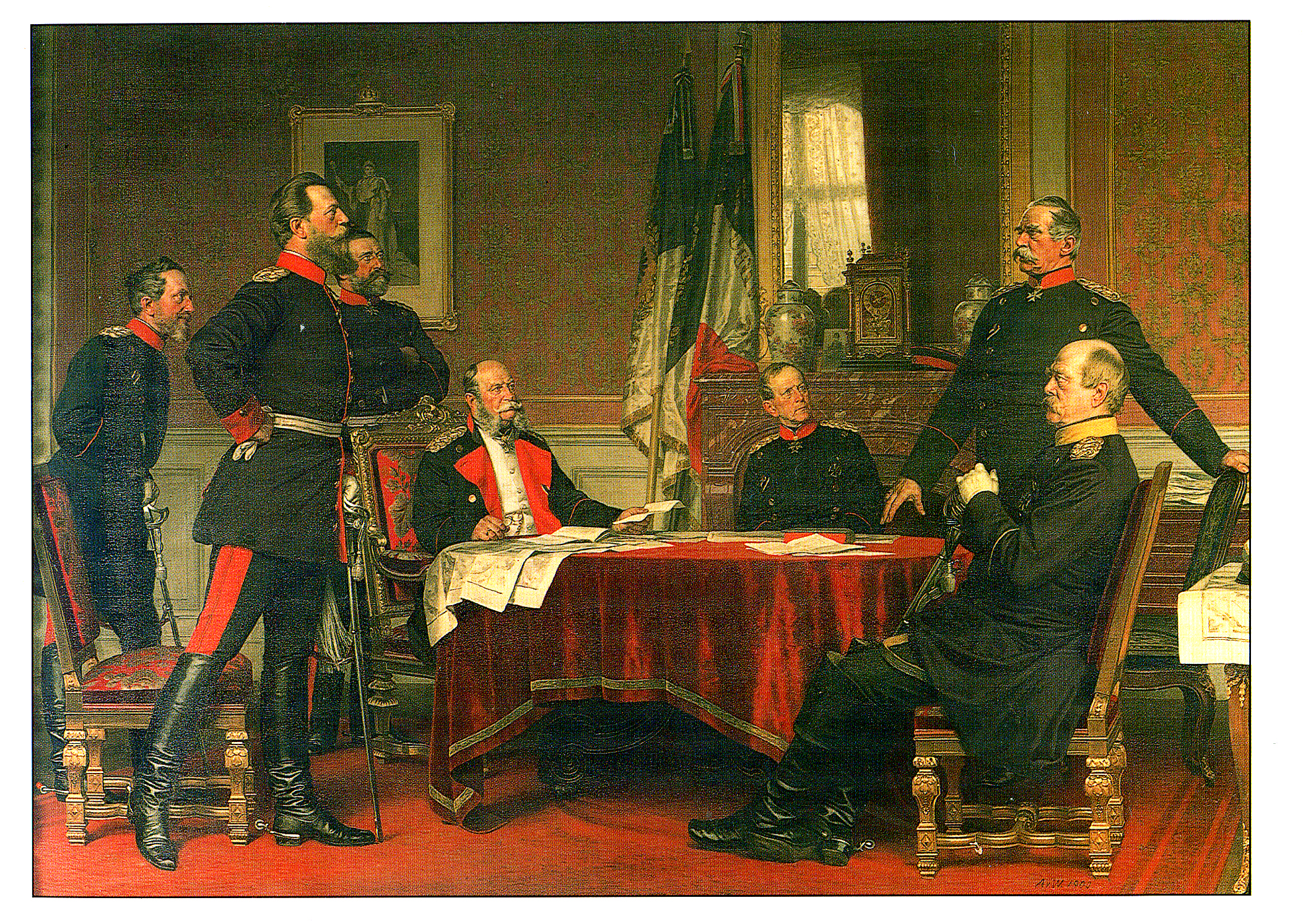
Nhà vua và tổng hành dinh Phổ ở Versailles, họa phẩm của Werner.

Một ngày trước khi được lập làm Hoàng đế, Wilhelm I nói với Bismarck:
| “           | Ngày mai sẽ là ngày bất hạnh nhất trong đời trẫm. Bởi lẽ chúng ta sẽ chôn vương quốc Phổ xuống mồ, và ông, Vương tước Bismarck, sẽ chịu trách nhiệm về điều đó. | ” |
| — Wilhelm I | |   |

Theo một phương diện, câu nói của Wilhelm là không có cơ sở. Trong thể chế liên bang của Đế quốc Đức, Phổ, quốc gia lớn nhất ở Đức, vẫn nắm độc quyền về quân sự và ưu thế khổng lồ về chính trị. Cung đình của ông vẫn là một cung đình Phổ, với những lễ nghi và tập tục Phổ. Nhưng ở một khía cạnh sâu xa, vị vua già đã nói đúng. Buổi lễ hào nhoáng và phô trương tại Versailles vào ngày 18 tháng 1 năm 1871 thực sự đã phần nào làm mất tinh hoa cũ của nước Phổ xưa. Trong những năm sau đó, những giá trị đặc trưng của vương quốc Phổ thời Friedrich Wilhelm I và Friedrich Đại đế đã nhường bước trong thời đại mới của chủ nghĩa vật chất và quyền lực.

### Lễ tấn phong Hoàng đế Đức

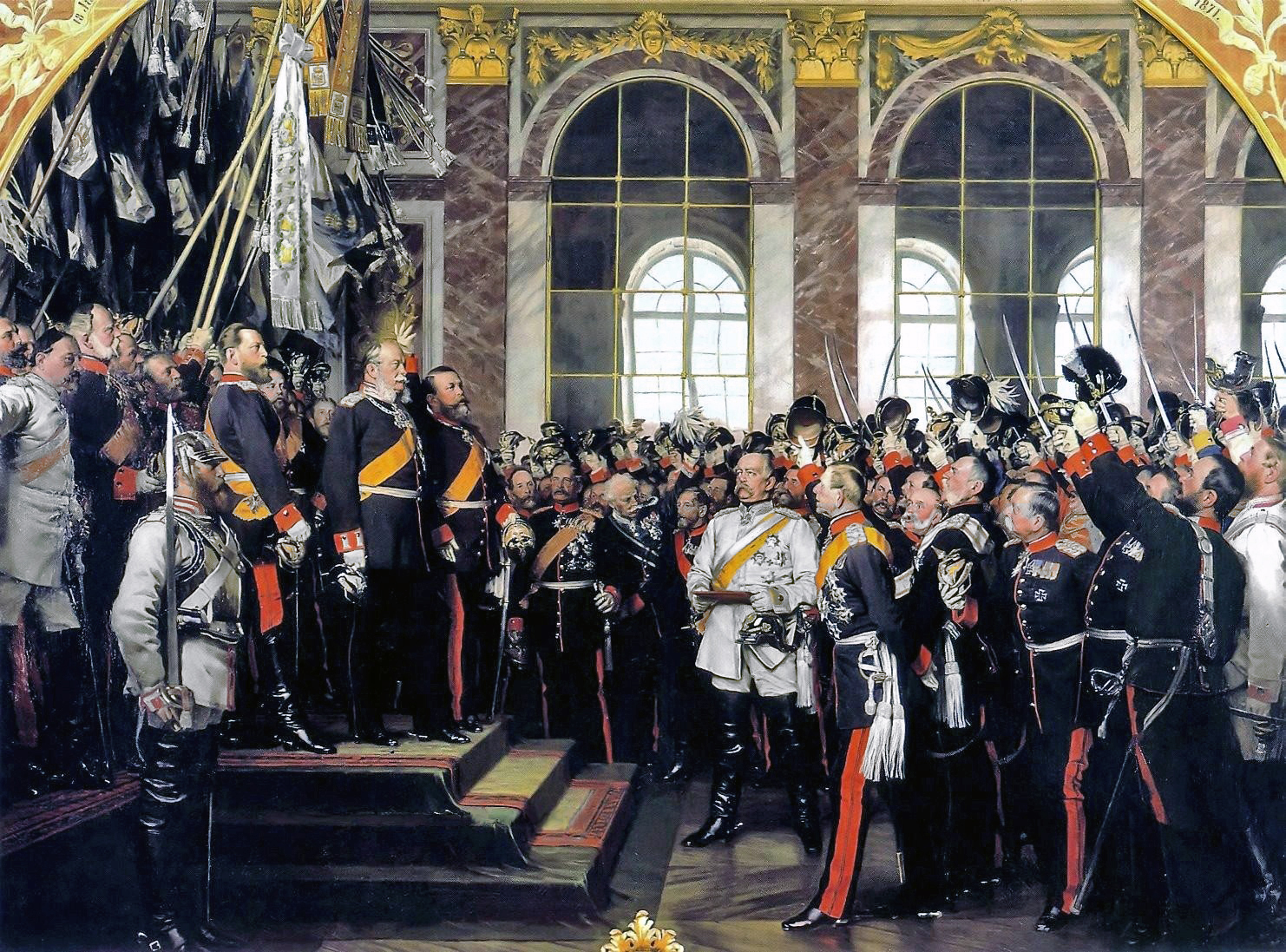
Đế quốc Đức được tuyên bố thành lập năm 1871 ở Phòng Gương, Versailles

Lễ tuyên bố thành lập Đế quốc Đức, được tổ chức vào ngày 18 tháng 1 năm 1871 trong dịp kỷ niệm lễ đăng quang của Friedrich I vào năm 1701, đã diễn ra tại Phòng Gương ở điện Versailles với sự tham dự của các vương hầu người Đức. Thêm vào ngôi vị Quốc vương Phổ của mình, Wilhelm I được tấn phong danh hiệu Hoàng đế Đức. Ông tuyên bố:
| “           | Mong Chúa ban cho Chúng ta và những người thừa kế vương miện hoàng đế của Chúng ta sẽ mãi mãi bảo tồn Đế quốc Đức, không phải qua những cuộc chinh phục trong chiến tranh, mà bằng những lợi ích và quà tặng an lành trong phạm trù phúc lợi, tự do và văn minh quốc gia. | ” |
| — Wilhelm I | |   |

Lễ tấn phong diễn ra sau một mâu thuẫn giữa nhà vua và Bismarck. Wilhelm I muốn lấy danh hiệu "Wilhelm, được sự quan phòng của Chúa, Vua nước Phổ, Hoàng đế được chọn của nước Đức". Trái lại, Bismarck yêu cầu danh hiệu của vị tân hoàng đế phải là "được sự quan phòng của Chúa, Hoàng đế Đức, Vua nước Phổ" vì mẫu này đã được sử dụng trong các hiệp ước với các quốc gia Nam Đức cũng như trong những bản duyệt lại của hiến pháp Liên bang Bắc Đức. Bismarck không muốn tái lập các cuộc đàm phán vì điều đó tạo nên một tình huống phức tạp. Wilhelm I đành phải chấp nhuận đặt đế hiệu trước vương hiệu của mình, dù ban đầu ông đau buồn vì phải "từ giã nước Phổ xưa" (điều này được thể hiện qua câu nói ngày 17 tháng 1 đã đề cập ở phần trên). Nhưng Wilhelm lại khăng khăng đòi tước hiệu "Hoàng đế nước Đức" (Kaiser Deutschlands) hay thay vì "Hoàng đế Đức" (Deutscher Kaiser), vì ông muốn khẳng định quyền lực tuyệt đối của mình đối với nước Đức và không muốn cho vai trò của quân đội Phổ trong việc thu phục các quốc gia Nam Đức bị lu mờ. Bismarck phản đối vì ông hiểu rằng danh hiệu này sẽ gây cho các quốc gia Nam Đức bất mãn. Để dập tắt sự phản đối của Bismarck tại buổi lễ, Nhà vua bèn yêu cầu con rể mình là Đại Công tước Friedrich I xứ Baden tổ chức tung hô cho "Hoàng đế nước Đức". Khi Đại Công tước xứ Baden xuống cầu thang gác, Bismarck chặn ông lại và thuyết phục ông tung hô "Hoàng đế Đức".

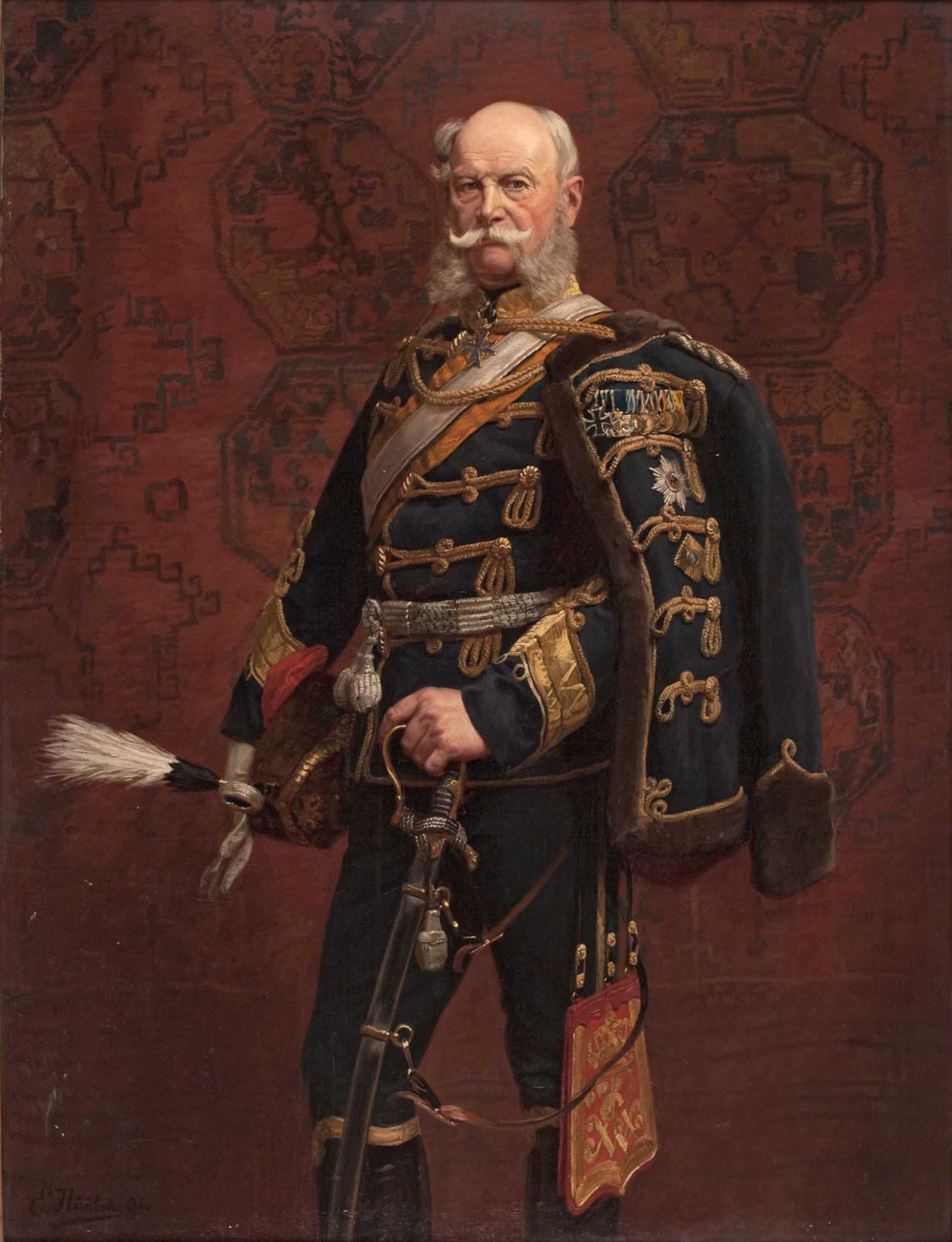
Wilhelm I qua nét vẽ của Emil Hünten

Mâu thuẫn giữa Quốc vương với Bismarck đã được quyết định ngay trong lễ tấn phong buổi sáng ngày 18 tháng 1: sau khi Bismarck đọc tuyên ngôn thành lập Đế quốc Đức của nhà vua, Đại Công tước xứ Baden – vị vương hầu cấp cao nhất hiện diện trong buổi lễ – tung hô: "Hoàng thượng và Vương thượng Bệ hạ, Hoàng đế Wilhelm I vạn tuế". Theo lời kể của Thái tử Phổ, tiếng hô vang của Friedrich được tiếp nối bằng việc các vương hầu khanh tướng người Đức reo to "làm chấn động căn phòng ít nhất sáu lần, trong khi những ngọn quốc kỳ và hiệu kỳ tung bay trên đầu vị Hoàng đế mới của Đức" và hát hoàng ca Heil dir im Siegerkranz. Trước những lời chúc tụng nồng nhiệt, vị tân Hoàng đế bước xuống để đáp trả, nhưng không hề nói một câu hay bắt tay với Bismarck.
Luôn ưu tiên ngôi vua Phổ, Wilhelm I còn than phiền với Thái tử vì mình phải đổi chác "vương miện sáng ngời của Phổ để lấy các vương miện rác rưởi này". Vào ngày 3 tháng 3 năm 1871, ông ký kết những điều khoản hòa bình sơ bộ đã được chấp thuận bởi quốc hội của nước Pháp bại trận. Vào ngày 21 tháng 3 năm 1871, ông cho khai mạc quốc hội đầu tiên của Đế quốc Đức mới. Bất chấp mâu thuẫn về vấn đề đế hiệu, Hoàng đế đã phong tước Vương cho Bismarck. Chiến tranh kết thúc với Hòa ước Frankfurt vào ngày 10 tháng 5 năm 1871, theo đó Pháp bị buộc phải nộp một khoản chiến phí khổng lồ (5 tỷ quan Pháp) và cắt cho Đức hai vùng Grand Est và Lorraine. Đến ngày 16 tháng 6 năm đó, Wilhelm I ca khúc khải hoàn kéo quân về kinh thành Berlin.

### "Bismarck rất là quan trọng"

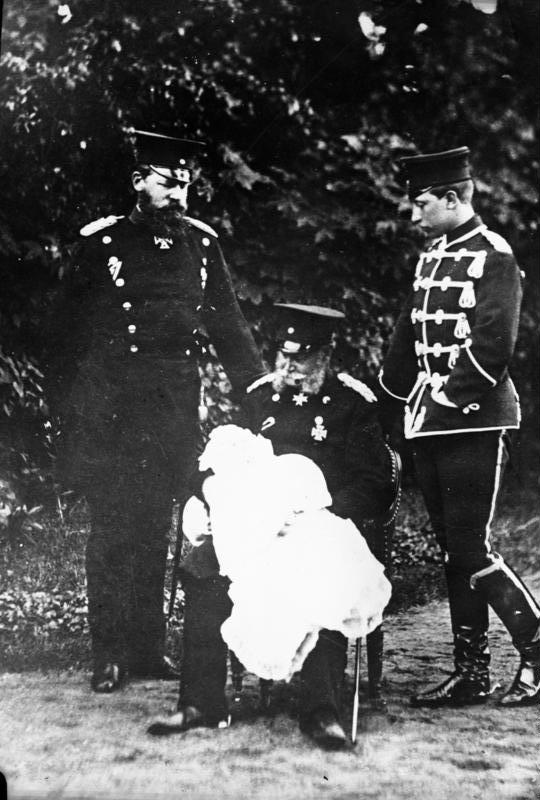
Wilhelm I ngồi ở giữa, hai bên ông là con trưởng ông, Friedrich (phải), và cháu đích tôn ông, Wilhelm (trái).

Mặc dù nắm giữ hoàng quyền tối cao, Wilhelm I đã giao phần lớn việc điều hành chính sự cho Bismarck. Điều đó đã được thể hiện qua những câu nói được gán cho ông như „Bismarck rất là quan trọng" (Bismarck ist wichtiger) và „Dưới một vị Thủ tướng như vậy, thật không dễ làm hoàng đế" (Es ist nicht leicht, unter einem solchen Kanzler Kaiser zu sein). Bản thân hoàng đế thu mình vào vai trò tượng trưng, hiện thân cho sự uy nghiêm của nhà nước và chấp thuận các chính sách của Bismarck. Theo sử gia Mỹ Sam A. Mustafa, trong một thời gian dài sau khi cả hoàng đế và thủ tướng mất, người ta tin rằng Wilhelm I chỉ là một con bài của Bismarck. Trên thực tế, ông rất tích cực và nhạy bén trong công việc của mình. Theo Mustafa, hoàng đế lão thành, người sáng suốt chủ trương đứng trên chính trị và luôn thể hiện thành công hình ảnh của mình với dân chúng, không can dự các vấn đề chính sự vì ông không muốn bàn tay của mình bị vấy bẩn trong nền chính trị đảng phái. Tuy vậy, ông vẫn luôn giữ quyền phán xét cuối cùng đối với mọi chính sách quan trọng. Mustafa kết luận: "Bismarck nắm quyền lực, nhưng Wilhelm vẫn là vua".
Trong hồi ký của mình, Bismarck mô ta Wilhelm là một quý ông cổ hủ, lịch thiệp và rất mực tử tế, đồng thời là một sĩ quan Phổ chính hiệu. Theo Bismarck, thỉnh thoảng bản chất tốt đẹp của vị hoàng đế bị hủy hoại bởi "ảnh hưởng đàn bà" – ám chỉ Augusta, vị hoàng hậu theo chủ nghĩa tự do bị Bismarck căm ghét như đã đề cập.
Với sự đồng thuận của Hoàng đế, Bismarck đã củng cố nền hòa bình của nước Đức non trẻ thông qua việc thành lập liên minh với các cường quốc lân bang ngoại trừ Pháp, nước đang lăm le báo thù cuộc bại trận năm 1870-1871. Chính sách này đã dẫn đến sự ra đời của Liên minh Tam hoàng giữa ba hoàng đế Đức, Áo-Hung và Nga tại Berlin vào tháng 9 năm 1872, làm xích Áo-Hung và Nga lại gần với Đức và cô lập Pháp về mặt chính trị. Những chuyến công du của Hoàng đế đến Sankt-Peterburg và Viên vào năm 1873 rồi Milano vào năm 1875 cũng thúc đẩy tiến trình thực hiện chính sách ngoại giao hữu hảo của Bismarck.
Vào năm 1871, Wilhelm I được kêu gọi làm trung gian cho một cuộc tranh chấp biên giới giữa Đế quốc Anh và Hoa Kỳ. Vào ngày 21 tháng 10 năm 1872, ông ra quyết định có lợi cho Hoa Kỳ và đặt quần đảo San Juan vào lãnh thổ tiểu bang Washington của Hoa Kỳ, qua đó chấm dứt cái gọi là cuộc "Chiến tranh Con lợn" kéo dài 12 năm giữa các lực lượng Anh và Hoa Kỳ trên quần đảo San Juan.

### Hai vụ ám sát hụt năm 1878
Vào ngày 11 tháng 5 năm 1878, một thợ sửa ống nước mang tên Emil Max Hödel đã thất bại trong âm mưu ám sát Wilhelm I ở Berlin. Hödel sử dụng súng lục ổ quay để hạ sát vị hoàng đế 81 tuổi khi ông đang đi xe ngựa trên đại lộ Unter den Linden cùng với con gái mình là Hoàng nữ Luise. Hödel chen vào đám đông đang chiêm ngưỡng hoàng đế rồi lên đạn khẩu súng lục ổ quay của mình và bắn ba phát nhưng đều bị hụt mất. Hödel bị bắt giữ, và ba tháng sau vụ ám sát hụt, hung thủ đã bị trảm quyết.

Wilhelm I năm 1884.

Hai tuần sau vụ mưu sát, vào ngày 2 tháng 6, Wilhelm I, người đã dứt khoát từ chối những yêu cầu thay đổi đường đi thường nhật của ông hoặc đi trong một chiếc xe ngựa kín, một lần nữa đi xuống xuống đại lộ Unter den Linden trong chiếc xe ngựa mui trần của mình, một Giáo sư Nông nghiệp – Tiến sĩ Karl Nobiling đã dùng súng săn nã hai phát đạn từ một cửa sổ bên đường. Wilhelm bị thương trong lần này; may mắn là hôm đó ông đội mũ sắt theo như một nội quy mà ông không bao giờ quên của quân đội Phổ rằng người lính phải mang mũ sắt khi xuất hiện trước công chúng vào Chủ Nhật. Ông được đưa gấp về cung. Về phía hung thủ, khi một đám đông phẫn nộ lao vào căn nhà mà ông ta ẩn nấp, Nobiling bắn vào mặt người đầu tiên, một chủ quán trọ, rồi nhả đạn vào thái dương của chính mình để tự sát. Hung thủ chết ba tháng sau do vết thương mà thái dương do chính ông ta gây ra. Wilhelm bị thương nặng đến mức mà vào ngày 4 tháng 6 năm 1878, ông phải chỉ định Thái tử Friedrich làm Phụ chính thay mặt phụ hoàng điều hành đất nước. Vị Hoàng đế dần dần hồi phục và vào ngày 5 tháng 12 năm 1878, sau một thời gian nghỉ dưỡng lâu dài ở Baden và Wiesbaden, ông cùng Hoàng hậu Augusta trở về kinh đô Berlin trong một lễ rước lớn với được sự chào đón nhiệt liệt của dân chúng. Từ đây ông tiếp tục trị quốc.
Bismarck đã quy tội cho Đảng Dân chủ Xã hội về hai vụ ám sát hụt Hoàng đế năm 1878. Ông dùng hai âm mưu này làm nguyên cớ để ban hành các đạo luật chống xã hội chủ nghĩa của mình vào tháng 10. Trên thực tế, Hödel là một cựu đảng viên Đảng Dân chủ Xã hội đã bị trục xuất trước đó, trong khi Nobiling là một người có vấn đề về tâm lý và không hề có liên hệ với Đảng Dân chủ Xã hội. Trong thời gian bị bắt giữ, Hödel tuyên bố mình là người vô chính phủ, Nobiling khẳng định mình không phải là một đảng viên và cả hai người đều được báo chí vô chính phủ ca tụng. Theo đánh giá của nhà sử học Otto Pflanze, hành động của Hödel và Nobiling không phải xuất phát từ ý thức hệ vô chính phủ hay là xã hội chủ nghĩa, mà thực ra họ là "những kẻ tâm thần ham được chú ý và nổi danh". Một dẫn chứng là vài ngày trước khi mưu sát Hoàng đế, Hödel đi chụp hình vì ông ta tin rằng ông ta sắp làm nên tiếng vang và do đó một bức ảnh chụp ông ta sẽ được du luận đòi hỏi rất nhiều.

### Những năm cuối đời và di sản

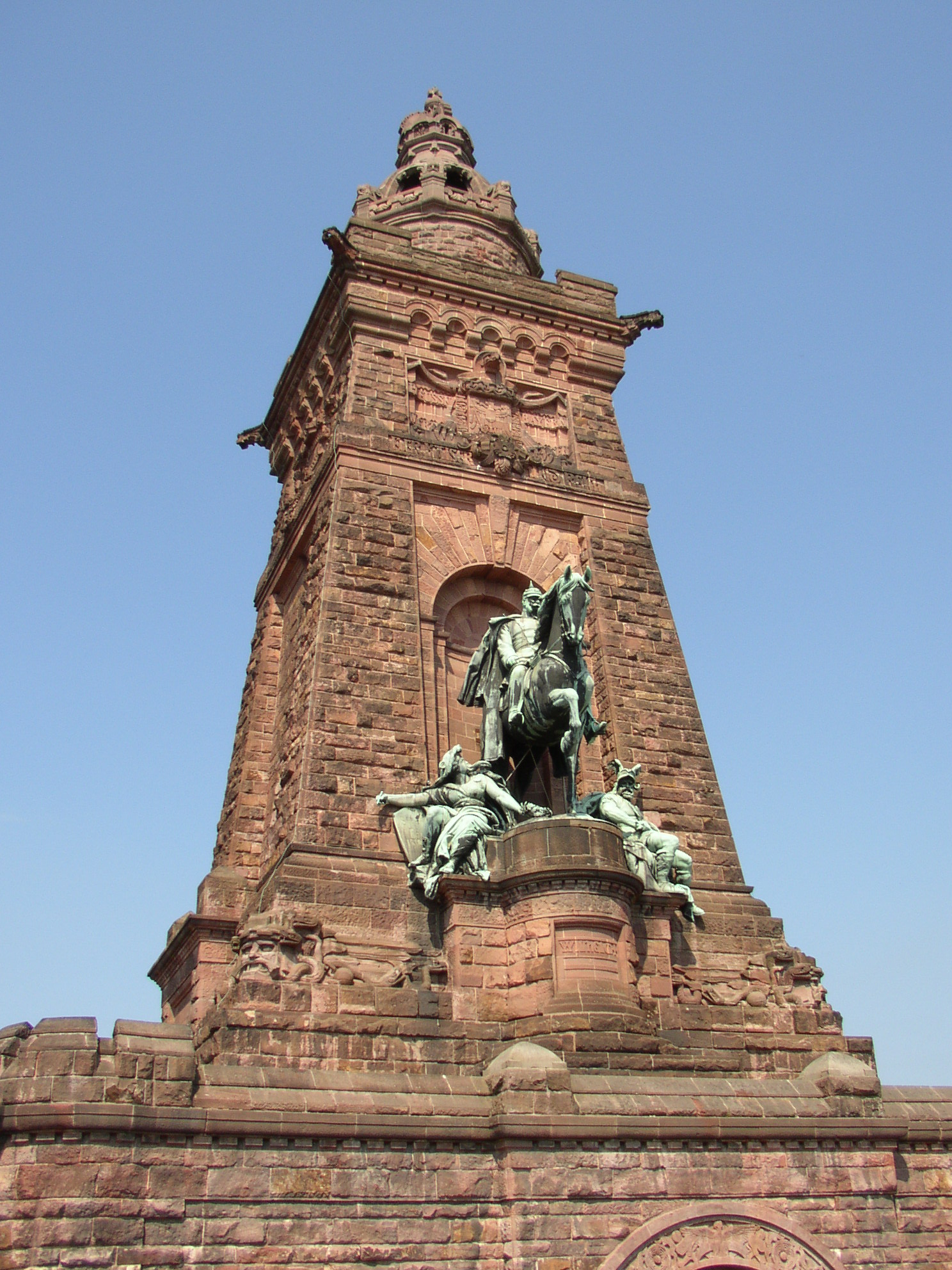
Tượng Wilhelm I cưỡi ngựa tại Đài kỷ niệm Kyffhäuser.

Vào tháng 8 năm 1878, Nga hoàng Aleksandr II, người cháu gọi Wilhelm bằng cậu, đã gửi ông một bức thư (được biết đến với tên gọi là Ohrfeigenbrief) để phàn nàn về sự thiếu thiện ý của Phổ-Đức đối với quyền lợi của Nga trong Hội nghị Berlin – nơi mà "người trung gian" Bismarck đã giải quyết có lợi cho Áo-Hung, nước quan ngại về sự bành trướng ảnh hưởng của Nga sau khi đánh bại Ottoman. Để đáp trả, Wilhelm, thái tử con ông và hoàng hậu Augusta đến Nga (trái với lời khuyên của Bismarck) để thực hiện các cuộc đối thoại trực tiếp nhằm cải thiện quan hệ với nhà nước và vương triều Nga. Nhưng vào tháng 10, Wilhelm I buộc phải chấp nhận thắt chặt liên minh với Áo-Hung khi Bismarck một lần nữa đe dọa từ chức. Điều đó đã dẫn đến việc thay thế Liên minh Tam hoàng bằng Liên minh tay đôi (Zweibund) giữa Đức với Áo-Hung năm 1879. Đây là một liên minh phòng thủ, theo đó hai quốc gia sẽ hỗ trợ lẫn nhau nếu một trong hai nước bị Nga tấn công.
Một âm mưu ám sát khác đã thất bại vào ngày 18 tháng 9 năm 1883 khi Wilhelm dự lễ khai trương đài kỷ niệm Niederwalddenkmal tại Rüdesheim. Một nhóm người vô chính phủ đã chuẩn bị tấn công bằng thuốc nổ nhưng bất khả thi do thời tiết ẩm ướt.
Bên cạnh những vụ mưu sát và sự căm ghét của quần chúng đối với Wilhelm thời cách mạng 1848-1849, ông và vợ ông rất được lòng dân, đặc biệt là trong những năm cuối đời của họ. Công chúng ưa chuộng hình ảnh của vị hoàng đế lão thành như một người ông nồng hậu kết hợp với tính kỷ luật tự giác của một sĩ quan quân đội Phổ. Ông được ca tụng là hiện thân của "nước Phổ xưa", với những đức tính truyền thống của triều đại Hohenzollern thuở trước: giản dị, dũng cảm và ngay thẳng. Thậm chí tại Baden, nơi ông đã dập tắt cuộc cách mạng năm 1849, hoàng đế rất được tôn sùng và mến phục. Và, Carl Schurz, một người cách mạng năm 1848 đã di cư sang Mỹ, thừa nhận Wilhelm I là nhà quân chủ được dân chúng yêu mến nhất trong suốt thế kỷ 19.
Trên những đỉnh cao mới của nền quân chủ Phổ-Đức, Wilhelm I qua đời ngày 9 tháng 3 năm 1888 sau một trận ốm ngắn, hưởng thọ 91 tuổi. Ông được mai táng vào ngày 16 tháng 3 năm 1888 tại lăng tẩm ở công viên Charlottenburg. Hơn 20 vạn thần dân của ông đã xếp hàng đưa tiễn vị hoàng đế mà họ mến mộ. Thái tử Friedrich Wilhelm lên kế ngôi, lấy đế hiệu là Friedrich III. Friedrich mất không lâu sau đó do căn bệnh ung thư, và con trưởng của ông là Wilhelm II lên nối nghiệp. Wilhelm II, người luôn bất đồng với những quan niệm của Friedrich III về chính quyền, đã tuyên bố rằng ông sẽ tiếp bước Wilhelm I, vị tiên đế mà ông ta khâm phục mãnh liệt, nhưng không hề đề cập đến vua cha. Bên cạnh đó, theo sử gia Hagen Schulze, Wilhelm II thấm nhuần tinh thần của một thời đại mới về nhiều mặt; trái ngược với hình ảnh thanh bạch của ông nội mình, vị tân hoàng đế ưa cường điệu, lãng mạn và thích phô trương trước công chúng. Khác với Wilhelm I, người luôn coi mình là Quốc vương Phổ và xem rẻ ngôi Hoàng dế Đức, Wilhelm II nhìn nhận mình là người kế thừa của các Hoàng đế thời Trung Cổ của Đế quốc La Mã Thần thánh.
Wilhelm II mong muốn hậu thế sẽ gọi ông nội mình là "Wilhelm Đại đế". Bất chấp mọi nỗ lực của ông vua trẻ, danh hiệu này chưa hề được dân chúng sử dụng, có lẽ vì nhiều người Đức tin rằng chính Bismarck, chứ không phải vị vua già, là người đã thống nhất đất nước và gầy dựng đế quốc. Trong những năm sau khi ông mất, một số lượng lớn các đài tưởng niệm và tượng Wilhelm I đã được tạo dựng trên khắp nước Đức. Tiêu biểu trong số đó là Đài tưởng niệm Kyffhäuser ở Thüringen – một công trình khổng lồ đã xây ở núi Kyffhäuser, tương truyền là nơi mà vị hoàng đế chiến binh của nước Đức thời Trung Cổ là Friedrich Barbarossa "đang ngủ" (từ đó ca ngợi Wilhelm như là hiện thân của Barbarossa), đài tưởng niệm ở Porta Westfalica (1896) và một tượng đài Wilhelm I trên lưng ngựa tại Deutsches Eck (Góc Đức) tại Koblenz (1897). Bức tượng gần Hoàng thành Berlin, được dựng năm 1898, đã bị chính quyền cộng sản Đông Đức nấu chảy vào năm 1950.

Tên viết lồng vào nhau của Wilhelm I

Nhìn chung, từ năm 1867 đến năm 1918, có đến hơn 1000 đài tưởng niệm Wilhelm I được xây dựng tại Đức. Thêm vào đó, một kênh đào dài 98 km tại Schleswig-Holstein nối biển Bắc đến biển Baltic đã được đặt tên là Kênh Hoàng đế Wilhelm để vinh danh vị hoàng đế khai quốc của Đế chế Đức.

## Trong văn hóa
Trong bộ phim tuyên truyền do Đức Quốc xã sản xuất năm 1940 dưới sự chỉ đạo của Wolfgang Liebeneiner, Bismarck, diễn viên Friedrich Kayßler vào vai Wilhelm I. Hai năm sau đó, hình ảnh Wilhelm I đã được thể hiện qua vai diễn của Theodor Loos trong một bộ phim khác của Liebeneiner là Die Entlassung (Cuộc Sa thải, còn gọi là Wilhelm II và Bismarck hay Bismarck Phần Hai).
Trong loạt phim Fall of Eagles của BBC năm 1974, vị hoàng đế lão thành được thủ vai bởi diễn viên người Anh Maurice Denham.

## Tước hiệu và danh hiệu
- 22 tháng 3 năm 1797–2 tháng 1 năm 1861: Thái đệ Điện hạ Wilhelm nước Phổ
- 2 tháng 1 năm 1861–18 tháng 1 năm 1871: Quốc vương Bệ hạ nước Phổ
- 18 tháng 1 năm 1871–9 tháng 3 năm 1888: Hoàng thượng và Vương thượng Bệ hạ Hoàng đế Đức, Vua nước Phổ

### Đế hiệu đầy đủ của Hoàng đế Đức
Hoàng thượng và Vương thượng Bệ hạ Wilhelm Đệ Nhất, trong ân điển của Thiên Chúa, Hoàng đế người Đức và Vua của nước Phổ, Ngài Bá tước của Brandenburg, Tử tước của Nuremberg, Bá tước của Hohenzollern, Quận công của Schlesien và Glatz, Đại Quận công của Hạ Rhein và Posen, Quận công của Sachsen, của Westfalen, của Engern, của Pommern, Pommern, Lüneburg, Holstein và Schleswig, của Magdeburg, của Bremen, của Geldern, Kleve, Jülich và Berg, Công tước của người Wenden và Kaschuben, của Crossen, Lauenburg và Mecklenburg; Quận bá của Hessne và Thüringen; Biên cảnh hầu tước của Thượng và Hạ Lausitz; Thân vương của Orange, Thân vương của Rügen, của Đông Friesland, của Paderborn và Pyrmont, của Halberstadt, Münster, Minden, Osnabrück, Hildesheim, của Verden, Cammin, Fulda, Nassau và Moers; Quận bá của Henneberg; Bá tước của Mark, của Ravensberg, của Hohenstein, Tecklenburg và Lingen, của Mansfeld, Sigmaringen và Veringen; Huân tước Frankfurt.

## Tổ tiên
| \| \| \| \| \| \| \| \| \| \| \| \| \| \| \| \| \| \| \| \| 16. Friedrich Wilhelm I của Phổ \| \| \| \| \| \| \| \| \| \| \| \| \| \| \| \| \| \| \| \| \| \| \| \| \| \| \| \| \| \| \| \| \| \| \| \| \| \| \| \| \| \| \| \| \| \| \| \| \| \| \| \| \| \| 8. August Wilhelm của Phổ \| \| \| \| \| \| \| \| \| \| \| \| \| \| \| \| \| \| \| \| \| \| \| \| \| \| \| \| \| \| \| \| \| \| \| \| \| \| \| \| \| \| \| \| \| \| \| \| \| \| \| \| \| \| 17. Sophia Dorothea xứ Hannover \| \| \| \| \| \| \| \| \| \| \| \| \| \| \| \| \| \| \| \| \| \| \| \| \| \| \| \| \| \| \| \| \| \| \| \| \| \| \| \| \| \| \| \| \| \| \| \| \| \| \| \| \| \| 4. Friedrich Wilhelm II của Phổ \| \| \| \| \| \| \| \| \| \| \| \| \| \| \| \| \| \| \| \| \| \| \| \| \| \| \| \| \| \| \| \| \| \| \| \| \| \| \| \| \| \| \| \| \| \| \| \| \| \| \| \| \| \| 18. Ferdinand Albrecht II xứ Braunschweig-Lüneburg \| \| \| \| \| \| \| \| \| \| \| \| \| \| \| \| \| \| \| \| \| \| \| \| \| \| \| \| \| \| \| \| \| \| \| \| \| \| \| \| \| \| \| \| \| \| \| \| \| \| \| \| \| \| 9. Luise Amalie xứ Braunschweig-Wolfenbüttel \| \| \| \| \| \| \| \| \| \| \| \| \| \| \| \| \| \| \| \| \| \| \| \| \| \| \| \| \| \| \| \| \| \| \| \| \| \| \| \| \| \| \| \| \| \| \| \| \| \| \| \| \| \| 19. Antoinette Amalie xứ Braunschweig-Wolfenbüttel \| \| \| \| \| \| \| \| \| \| \| \| \| \| \| \| \| \| \| \| \| \| \| \| \| \| \| \| \| \| \| \| \| \| \| \| \| \| \| \| \| \| \| \| \| \| \| \| \| \| \| \| \| \| 2. Friedrich Wilhelm III của Phổ \| \| \| \| \| \| \| \| \| \| \| \| \| \| \| \| \| \| \| \| \| \| \| \| \| \| \| \| \| \| \| \| \| \| \| \| \| \| \| \| \| \| \| \| \| \| \| \| \| \| \| \| \| \| 20. Ludwig VIII xứ Hessen-Darmstadt \| \| \| \| \| \| \| \| \| \| \| \| \| \| \| \| \| \| \| \| \| \| \| \| \| \| \| \| \| \| \| \| \| \| \| \| \| \| \| \| \| \| \| \| \| \| \| \| \| \| \| \| \| \| 10. Ludwig IX xứ Hessen-Darmstadt \| \| \| \| \| \| \| \| \| \| \| \| \| \| \| \| \| \| \| \| \| \| \| \| \| \| \| \| \| \| \| \| \| \| \| \| \| \| \| \| \| \| \| \| \| \| \| \| \| \| \| \| \| \| 21. Charlotte xứ Hanau-Lichtenberg \| \| \| \| \| \| \| \| \| \| \| \| \| \| \| \| \| \| \| \| \| \| \| \| \| \| \| \| \| \| \| \| \| \| \| \| \| \| \| \| \| \| \| \| \| \| \| \| \| \| \| \| \| \| 5. Friederike Luise xứ Hessen-Darmstadt \| \| \| \| \| \| \| \| \| \| \| \| \| \| \| \| \| \| \| \| \| \| \| \| \| \| \| \| \| \| \| \| \| \| \| \| \| \| \| \| \| \| \| \| \| \| \| \| \| \| \| \| \| \| 22. Christian III xứ Pfalz-Zweibrücken \| \| \| \| \| \| \| \| \| \| \| \| \| \| \| \| \| \| \| \| \| \| \| \| \| \| \| \| \| \| \| \| \| \| \| \| \| \| \| \| \| \| \| \| \| \| \| \| \| \| \| \| \| \| 11. Caroline xứ Pfalz Zweibrücken \| \| \| \| \| \| \| \| \| \| \| \| \| \| \| \| \| \| \| \| \| \| \| \| \| \| \| \| \| \| \| \| \| \| \| \| \| \| \| \| \| \| \| \| \| \| \| \| \| \| \| \| \| \| 23. Caroline xứ Nassau-Saarbrücken \| \| \| \| \| \| \| \| \| \| \| \| \| \| \| \| \| \| \| \| \| \| \| \| \| \| \| \| \| \| \| \| \| \| \| \| \| \| \| \| \| \| \| \| \| \| \| \| \| \| \| \| \| \| 1. Wilhelm I của Đức \| \| \| \| \| \| \| \| \| \| \| \| \| \| \| \| \| \| \| \| \| \| \| \| \| \| \| \| \| \| \| \| \| \| \| \| \| \| \| \| \| \| \| \| \| \| \| \| \| \| \| \| \| \| 24. Adolf Friedrich II xứ Mecklenburg-Strelitz \| \| \| \| \| \| \| \| \| \| \| \| \| \| \| \| \| \| \| \| \| \| \| \| \| \| \| \| \| \| \| \| \| \| \| \| \| \| \| \| \| \| \| \| \| \| \| \| \| \| \| \| \| \| 12. Karl Ludwig Friedrich xứ Mecklenburg-Mirow \| \| \| \| \| \| \| \| \| \| \| \| \| \| \| \| \| \| \| \| \| \| \| \| \| \| \| \| \| \| \| \| \| \| \| \| \| \| \| \| \| \| \| \| \| \| \| \| \| \| \| \| \| \| 25. Christiane Emilie xứ Schwarzburg-Sondershausen \| \| \| \| \| \| \| \| \| \| \| \| \| \| \| \| \| \| \| \| \| \| \| \| \| \| \| \| \| \| \| \| \| \| \| \| \| \| \| \| \| \| \| \| \| \| \| \| \| \| \| \| \| \| 6. Karl II xứ Mecklenburg-Strelitz \| \| \| \| \| \| \| \| \| \| \| \| \| \| \| \| \| \| \| \| \| \| \| \| \| \| \| \| \| \| \| \| \| \| \| \| \| \| \| \| \| \| \| \| \| \| \| \| \| \| \| \| \| \| 26. Ernst Friedrich I xứ Sachsecn-Hildburghausen \| \| \| \| \| \| \| \| \| \| \| \| \| \| \| \| \| \| \| \| \| \| \| \| \| \| \| \| \| \| \| \| \| \| \| \| \| \| \| \| \| \| \| \| \| \| \| \| \| \| \| \| \| \| 13. Elisabeth Albertine xứ Sachsen-Hildburghausen \| \| \| \| \| \| \| \| \| \| \| \| \| \| \| \| \| \| \| \| \| \| \| \| \| \| \| \| \| \| \| \| \| \| \| \| \| \| \| \| \| \| \| \| \| \| \| \| \| \| \| \| \| \| 27. Sophia Albertine xứ Erbach-Erbach \| \| \| \| \| \| \| \| \| \| \| \| \| \| \| \| \| \| \| \| \| \| \| \| \| \| \| \| \| \| \| \| \| \| \| \| \| \| \| \| \| \| \| \| \| \| \| \| \| \| \| \| \| \| 3. Luise xứ Mecklenburg-Strelitz \| \| \| \| \| \| \| \| \| \| \| \| \| \| \| \| \| \| \| \| \| \| \| \| \| \| \| \| \| \| \| \| \| \| \| \| \| \| \| \| \| \| \| \| \| \| \| \| \| \| \| \| \| \| 28. Ludwig VIII xứ Hessen-Darmstadt (= 20) \| \| \| \| \| \| \| \| \| \| \| \| \| \| \| \| \| \| \| \| \| \| \| \| \| \| \| \| \| \| \| \| \| \| \| \| \| \| \| \| \| \| \| \| \| \| \| \| \| \| \| \| \| \| 14. Georg Wilhelm xứ Hessen-Darmstadt \| \| \| \| \| \| \| \| \| \| \| \| \| \| \| \| \| \| \| \| \| \| \| \| \| \| \| \| \| \| \| \| \| \| \| \| \| \| \| \| \| \| \| \| \| \| \| \| \| \| \| \| \| \| 29. Charlotte xứ Hanau-Lichtenberg (= 21) \| \| \| \| \| \| \| \| \| \| \| \| \| \| \| \| \| \| \| \| \| \| \| \| \| \| \| \| \| \| \| \| \| \| \| \| \| \| \| \| \| \| \| \| \| \| \| \| \| \| \| \| \| \| 7. Nữ Bá tước Friederike Caroline Luise xứ Hessen-Darmstadt \| \| \| \| \| \| \| \| \| \| \| \| \| \| \| \| \| \| \| \| \| \| \| \| \| \| \| \| \| \| \| \| \| \| \| \| \| \| \| \| \| \| \| \| \| \| \| \| \| \| \| \| \| \| 30. Christian Karl Reinhard xứ Leiningen-Dachsburg-Falkenburg-Heidesheim \| \| \| \| \| \| \| \| \| \| \| \| \| \| \| \| \| \| \| \| \| \| \| \| \| \| \| \| \| \| \| \| \| \| \| \| \| \| \| \| \| \| \| \| \| \| \| \| \| \| \| \| \| \| 15. Maria Luise Albertine xứ Leiningen-Dagsburg-Falkenburg \| \| \| \| \| \| \| \| \| \| \| \| \| \| \| \| \| \| \| \| \| \| \| \| \| \| \| \| \| \| \| \| \| \| \| \| \| \| \| \| \| \| \| \| \| \| \| \| \| \| \| \| \| \| 31. Katharina Polyxena xứ Solms-Rödelheim \| \| \| \| \| \| \| \| \| \| \| \| \| \| \| \| \| \| \| \| \| \| \| \| \| \| \| \| \| \| \| \| \| \| \| \| \| \| \| \| \| \| \| \| \| \| \| \| \| \| \| \| |                                                                          |  |  |  |  |  |  |  |  |  |  |  |  |  |  |  |
| |                                                                          |  |  |  |  |  |  |  |  |  |  |  |  |  |  |  |
| | 16. Friedrich Wilhelm I của Phổ                                          |  |  |  |  |  |  |  |  |  |  |  |  |  |  |  |
| |                                                                          |  |  |  |  |  |  |  |  |  |  |  |  |  |  |  |
| |                                                                          |  |  |  |  |  |  |  |  |  |  |  |  |  |  |  |
| | 8. August Wilhelm của Phổ                                                |  |  |  |  |  |  |  |  |  |  |  |  |  |  |  |
| |                                                                          |  |  |  |  |  |  |  |  |  |  |  |  |  |  |  |
| |                                                                          |  |  |  |  |  |  |  |  |  |  |  |  |  |  |  |
| | 17. Sophia Dorothea xứ Hannover                                          |  |  |  |  |  |  |  |  |  |  |  |  |  |  |  |
| |                                                                          |  |  |  |  |  |  |  |  |  |  |  |  |  |  |  |
| |                                                                          |  |  |  |  |  |  |  |  |  |  |  |  |  |  |  |
| | 4. Friedrich Wilhelm II của Phổ                                          |  |  |  |  |  |  |  |  |  |  |  |  |  |  |  |
| |                                                                          |  |  |  |  |  |  |  |  |  |  |  |  |  |  |  |
| |                                                                          |  |  |  |  |  |  |  |  |  |  |  |  |  |  |  |
| | 18. Ferdinand Albrecht II xứ Braunschweig-Lüneburg                       |  |  |  |  |  |  |  |  |  |  |  |  |  |  |  |
| |                                                                          |  |  |  |  |  |  |  |  |  |  |  |  |  |  |  |
| |                                                                          |  |  |  |  |  |  |  |  |  |  |  |  |  |  |  |
| | 9. Luise Amalie xứ Braunschweig-Wolfenbüttel                             |  |  |  |  |  |  |  |  |  |  |  |  |  |  |  |
| |                                                                          |  |  |  |  |  |  |  |  |  |  |  |  |  |  |  |
| |                                                                          |  |  |  |  |  |  |  |  |  |  |  |  |  |  |  |
| | 19. Antoinette Amalie xứ Braunschweig-Wolfenbüttel                       |  |  |  |  |  |  |  |  |  |  |  |  |  |  |  |
| |                                                                          |  |  |  |  |  |  |  |  |  |  |  |  |  |  |  |
| |                                                                          |  |  |  |  |  |  |  |  |  |  |  |  |  |  |  |
| | 2. Friedrich Wilhelm III của Phổ                                         |  |  |  |  |  |  |  |  |  |  |  |  |  |  |  |
| |                                                                          |  |  |  |  |  |  |  |  |  |  |  |  |  |  |  |
| |                                                                          |  |  |  |  |  |  |  |  |  |  |  |  |  |  |  |
| | 20. Ludwig VIII xứ Hessen-Darmstadt                                      |  |  |  |  |  |  |  |  |  |  |  |  |  |  |  |
| |                                                                          |  |  |  |  |  |  |  |  |  |  |  |  |  |  |  |
| |                                                                          |  |  |  |  |  |  |  |  |  |  |  |  |  |  |  |
| | 10. Ludwig IX xứ Hessen-Darmstadt                                        |  |  |  |  |  |  |  |  |  |  |  |  |  |  |  |
| |                                                                          |  |  |  |  |  |  |  |  |  |  |  |  |  |  |  |
| |                                                                          |  |  |  |  |  |  |  |  |  |  |  |  |  |  |  |
| | 21. Charlotte xứ Hanau-Lichtenberg                                       |  |  |  |  |  |  |  |  |  |  |  |  |  |  |  |
| |                                                                          |  |  |  |  |  |  |  |  |  |  |  |  |  |  |  |
| |                                                                          |  |  |  |  |  |  |  |  |  |  |  |  |  |  |  |
| | 5. Friederike Luise xứ Hessen-Darmstadt                                  |  |  |  |  |  |  |  |  |  |  |  |  |  |  |  |
| |                                                                          |  |  |  |  |  |  |  |  |  |  |  |  |  |  |  |
| |                                                                          |  |  |  |  |  |  |  |  |  |  |  |  |  |  |  |
| | 22. Christian III xứ Pfalz-Zweibrücken                                   |  |  |  |  |  |  |  |  |  |  |  |  |  |  |  |
| |                                                                          |  |  |  |  |  |  |  |  |  |  |  |  |  |  |  |
| |                                                                          |  |  |  |  |  |  |  |  |  |  |  |  |  |  |  |
| | 11. Caroline xứ Pfalz Zweibrücken                                        |  |  |  |  |  |  |  |  |  |  |  |  |  |  |  |
| |                                                                          |  |  |  |  |  |  |  |  |  |  |  |  |  |  |  |
| |                                                                          |  |  |  |  |  |  |  |  |  |  |  |  |  |  |  |
| | 23. Caroline xứ Nassau-Saarbrücken                                       |  |  |  |  |  |  |  |  |  |  |  |  |  |  |  |
| |                                                                          |  |  |  |  |  |  |  |  |  |  |  |  |  |  |  |
| |                                                                          |  |  |  |  |  |  |  |  |  |  |  |  |  |  |  |
| | 1. Wilhelm I của Đức                                                     |  |  |  |  |  |  |  |  |  |  |  |  |  |  |  |
| |                                                                          |  |  |  |  |  |  |  |  |  |  |  |  |  |  |  |
| |                                                                          |  |  |  |  |  |  |  |  |  |  |  |  |  |  |  |
| | 24. Adolf Friedrich II xứ Mecklenburg-Strelitz                           |  |  |  |  |  |  |  |  |  |  |  |  |  |  |  |
| |                                                                          |  |  |  |  |  |  |  |  |  |  |  |  |  |  |  |
| |                                                                          |  |  |  |  |  |  |  |  |  |  |  |  |  |  |  |
| | 12. Karl Ludwig Friedrich xứ Mecklenburg-Mirow                           |  |  |  |  |  |  |  |  |  |  |  |  |  |  |  |
| |                                                                          |  |  |  |  |  |  |  |  |  |  |  |  |  |  |  |
| |                                                                          |  |  |  |  |  |  |  |  |  |  |  |  |  |  |  |
| | 25. Christiane Emilie xứ Schwarzburg-Sondershausen                       |  |  |  |  |  |  |  |  |  |  |  |  |  |  |  |
| |                                                                          |  |  |  |  |  |  |  |  |  |  |  |  |  |  |  |
| |                                                                          |  |  |  |  |  |  |  |  |  |  |  |  |  |  |  |
| | 6. Karl II xứ Mecklenburg-Strelitz                                       |  |  |  |  |  |  |  |  |  |  |  |  |  |  |  |
| |                                                                          |  |  |  |  |  |  |  |  |  |  |  |  |  |  |  |
| |                                                                          |  |  |  |  |  |  |  |  |  |  |  |  |  |  |  |
| | 26. Ernst Friedrich I xứ Sachsecn-Hildburghausen                         |  |  |  |  |  |  |  |  |  |  |  |  |  |  |  |
| |                                                                          |  |  |  |  |  |  |  |  |  |  |  |  |  |  |  |
| |                                                                          |  |  |  |  |  |  |  |  |  |  |  |  |  |  |  |
| | 13. Elisabeth Albertine xứ Sachsen-Hildburghausen                        |  |  |  |  |  |  |  |  |  |  |  |  |  |  |  |
| |                                                                          |  |  |  |  |  |  |  |  |  |  |  |  |  |  |  |
| |                                                                          |  |  |  |  |  |  |  |  |  |  |  |  |  |  |  |
| | 27. Sophia Albertine xứ Erbach-Erbach                                    |  |  |  |  |  |  |  |  |  |  |  |  |  |  |  |
| |                                                                          |  |  |  |  |  |  |  |  |  |  |  |  |  |  |  |
| |                                                                          |  |  |  |  |  |  |  |  |  |  |  |  |  |  |  |
| | 3. Luise xứ Mecklenburg-Strelitz                                         |  |  |  |  |  |  |  |  |  |  |  |  |  |  |  |
| |                                                                          |  |  |  |  |  |  |  |  |  |  |  |  |  |  |  |
| |                                                                          |  |  |  |  |  |  |  |  |  |  |  |  |  |  |  |
| | 28. Ludwig VIII xứ Hessen-Darmstadt (= 20)                               |  |  |  |  |  |  |  |  |  |  |  |  |  |  |  |
| |                                                                          |  |  |  |  |  |  |  |  |  |  |  |  |  |  |  |
| |                                                                          |  |  |  |  |  |  |  |  |  |  |  |  |  |  |  |
| | 14. Georg Wilhelm xứ Hessen-Darmstadt                                    |  |  |  |  |  |  |  |  |  |  |  |  |  |  |  |
| |                                                                          |  |  |  |  |  |  |  |  |  |  |  |  |  |  |  |
| |                                                                          |  |  |  |  |  |  |  |  |  |  |  |  |  |  |  |
| | 29. Charlotte xứ Hanau-Lichtenberg (= 21)                                |  |  |  |  |  |  |  |  |  |  |  |  |  |  |  |
| |                                                                          |  |  |  |  |  |  |  |  |  |  |  |  |  |  |  |
| |                                                                          |  |  |  |  |  |  |  |  |  |  |  |  |  |  |  |
| | 7. Nữ Bá tước Friederike Caroline Luise xứ Hessen-Darmstadt              |  |  |  |  |  |  |  |  |  |  |  |  |  |  |  |
| |                                                                          |  |  |  |  |  |  |  |  |  |  |  |  |  |  |  |
| |                                                                          |  |  |  |  |  |  |  |  |  |  |  |  |  |  |  |
| | 30. Christian Karl Reinhard xứ Leiningen-Dachsburg-Falkenburg-Heidesheim |  |  |  |  |  |  |  |  |  |  |  |  |  |  |  |
| |                                                                          |  |  |  |  |  |  |  |  |  |  |  |  |  |  |  |
| |                                                                          |  |  |  |  |  |  |  |  |  |  |  |  |  |  |  |
| | 15. Maria Luise Albertine xứ Leiningen-Dagsburg-Falkenburg               |  |  |  |  |  |  |  |  |  |  |  |  |  |  |  |
| |                                                                          |  |  |  |  |  |  |  |  |  |  |  |  |  |  |  |
| |                                                                          |  |  |  |  |  |  |  |  |  |  |  |  |  |  |  |
| | 31. Katharina Polyxena xứ Solms-Rödelheim                                |  |  |  |  |  |  |  |  |  |  |  |  |  |  |  |
| |                                                                          |  |  |  |  |  |  |  |  |  |  |  |  |  |  |  |
| |                                                                          |  |  |  |  |  |  |  |  |  |  |  |  |  |  |  |